# 2010年代
| 千纪： | 3千纪                                                                                            |
| 世纪： | 20世纪 \| 21世纪 \| 22世纪                                                                       |
| 年代： | 1980年代 \| 1990年代 \| 2000年代 \| 2010年代 \| 2020年代 \| 2030年代 \| 2040年代                 |
| 年份： | 2010年 \| 2011年 \| 2012年 \| 2013年 \| 2014年 \| 2015年 \| 2016年 \| 2017年 \| 2018年 \| 2019年 |

2010年代從2010年1月1日開始，於2019年12月31日結束。

## 科學和技術

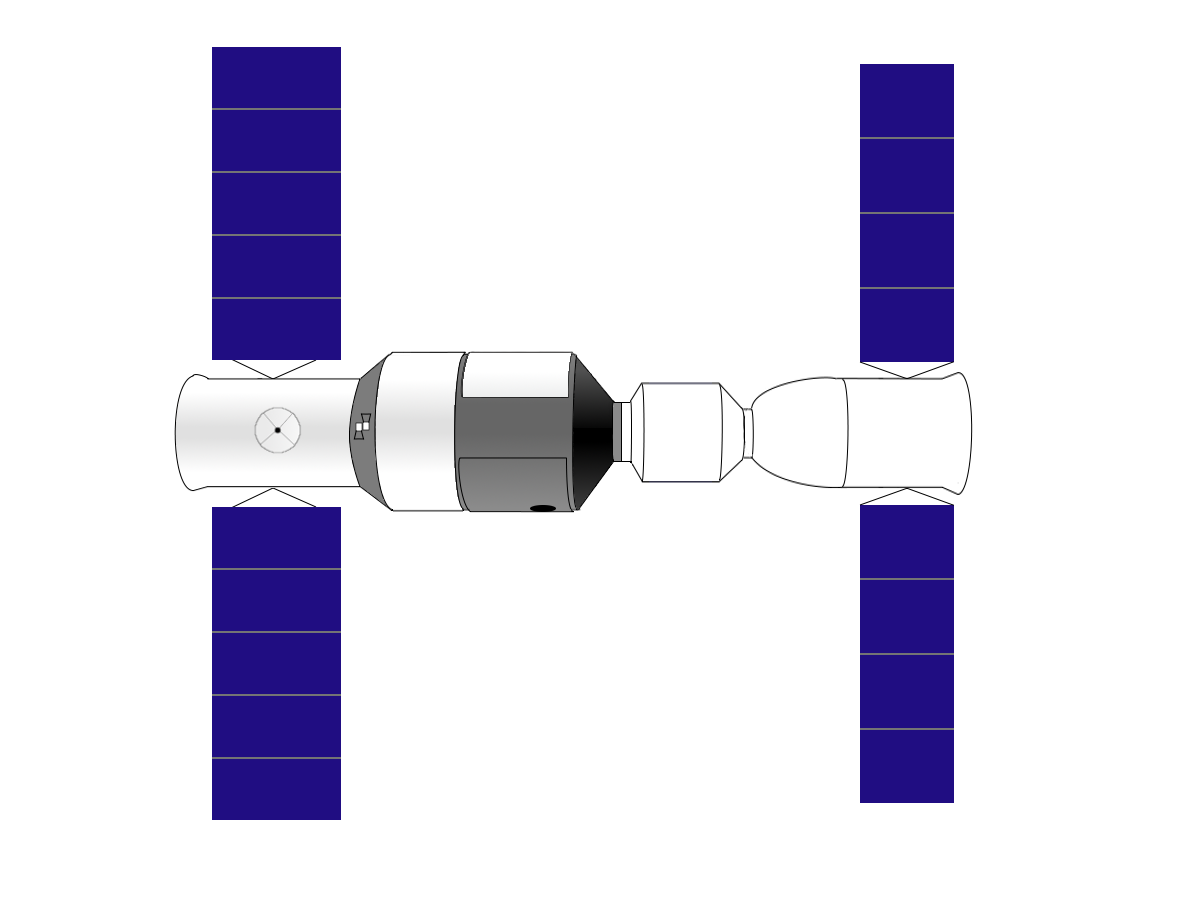
中國天宮太空站完成對接

| 年   | 月 | 日                                               | 內容 |
| ---- | -- | ------------------------------------------------ | --- |
| 2010 | 1  | 27                                               | 蘋果公司推出首款平板電腦iPad，其後平板電腦造成許多電子公司在市場上相互競爭。 |
| 2011 | 2  | 9                                                | 全球首個加密貨幣比特幣匯率首次升穿一美元，其後世界誕生大量加密貨幣。 |
| 2011 | 11 | 3                                                | 中國神舟八號與天宮一號對接。 |
| 2012 | 5  | 25                                               | 美國太空探索技術公司的天龍號太空船與國際空間站首次成功對接，由此成為有史以來首艘造訪空間站的商業飛船。                                                                                                 |
| 2012 | 8  | 6                                                | 美國火星科學實驗室探測車登陸火星。 |
| 2012 | 12 | 27                                               | 中國北斗衛星導航系統啟用。 |
| 2012 |    | 三星電子取代諾基亞成為世界最大的行動電話製造商。 | |
| 2013 | 3  | 14                                               | 歐洲核子研究組織科學家宣布，先前探測到的新粒子暫時確認是希格斯玻色子，具有零自旋與偶宇稱，這是希格斯玻色子應該具有的兩種基本性質，但有一部分實驗結果不盡符合理論預測，更多數據仍舊等待處理與分析。     |
| 2013 | 9  | 12                                               | 航海家1號歷經36年的旅行，NASA確認已經進入寒冷黑暗的恆星際空間，終於成爲第一個離開太陽系的人造物體。 |
| 2013 | 11 | 10                                               | 全球首支3D打印金屬槍問世。 |
| 2014 | 8  | 6                                                | 羅塞塔號探測器與丘留莫夫－格拉西緬科彗星太空會合，並在同年9月10日進入預定軌道，接著的11月12日，其攜帶的菲萊登陸器成功在彗星上着陸。這是有史以來第一次有人造探測器在彗核上受控軟著陸。                  |
| 2014 | 6  |                                                  | 科學家發現地殼640公里以下的地函過渡帶岩石，有含水量超過海洋3倍多的超大隱藏水庫。 |
| 2015 | 7  | 14                                               | 美國國家航空暨太空總署於2006年發射的太空飛行器新視野號到達最接近冥王星的位置，並於7月15日傳回影像，為第一艘近距探索冥王星的太空飛行器。傳回的清晰圖像顯示冥王星有一稱為「湯博區」的心形區域。          |
| 2016 | 4  | 8                                                | SpaceX的獵鷹9號火箭進行第22次發射，在為國際空間站進行充氣式太空艙試驗及貨物運輸補給的任務後，第一節火箭（編號B1021.1）進行第五次海上著陸嘗試，第一節火箭在大西洋上的駁船上成功降落，海上回收試驗成功。 |
| 2017 |    |                                                  | |
| 2018 | 12 | 7                                                | 聯合國國際電訊聯盟宣布，全球的互聯網使用率為51.2％，網路用戶超過39億人，在互聯網有史以來首次超越50％人口使用。                                                                                         |
| 2019 | 1  | 3                                                | 人类探测器嫦娥四號首访月球背面. |
| 2019 | 4  | 10                                               | 科學家首次成功拍攝及公開全球首張黑洞照片。 |

## 戰爭與政治

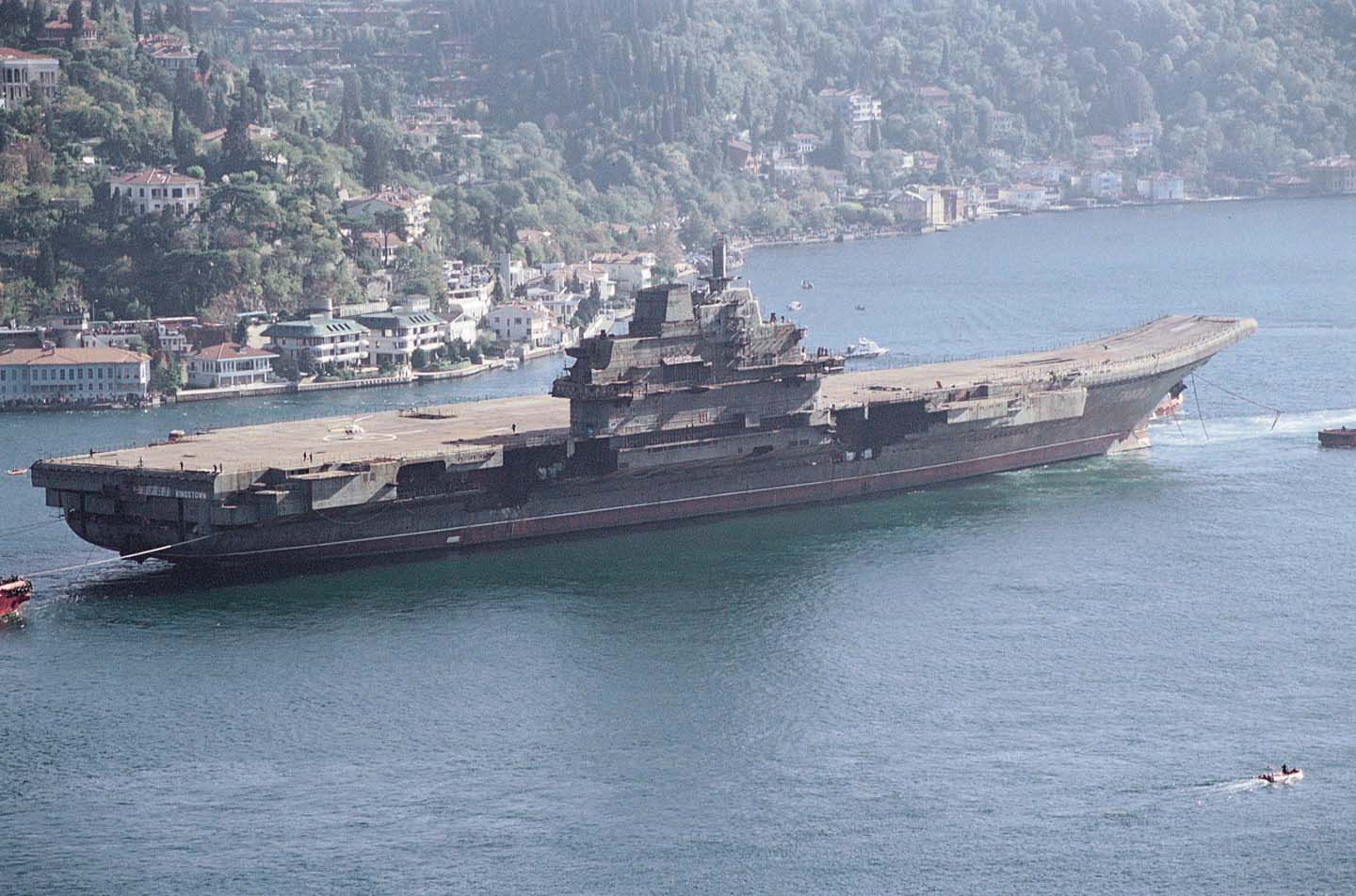
中國解放軍第一艘航母下水

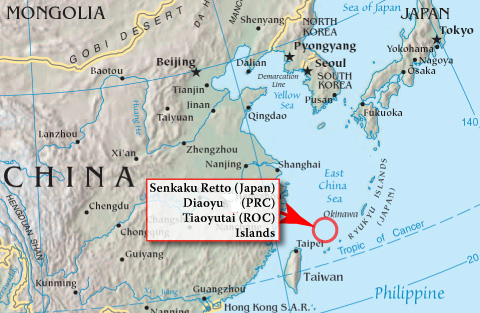
釣魚台購島衝突

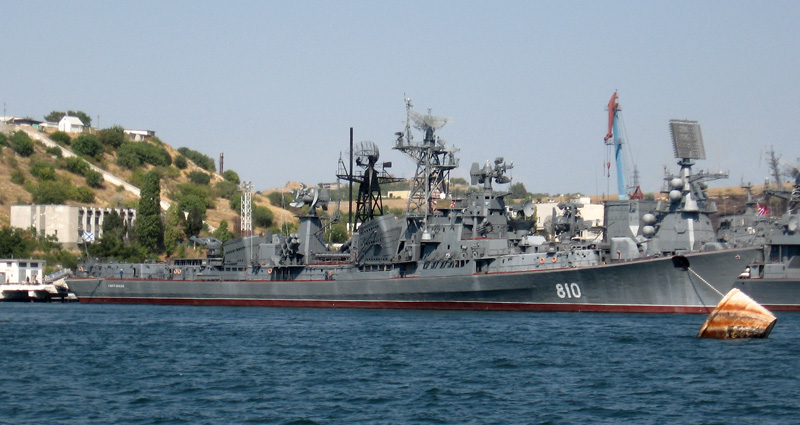
俄烏克里米亞危機

伊斯蘭國武裝組織興起

### 戰爭

#### 交戰
- 以巴衝突（20世紀早期－至今）
- 反恐戰爭（2001年－至今）
- 俄烏戰爭（2014年－至今）
- 伊斯蘭國武裝組織興起（2014年－至今）
  - 對伊斯蘭國的軍事打擊（2014年－至今）

#### 內戰
- 緬甸內戰（1948年－至今）
- 哥倫比亞內戰（1964年－至今）
- 巴基斯坦西北部戰爭（2004年－至今）

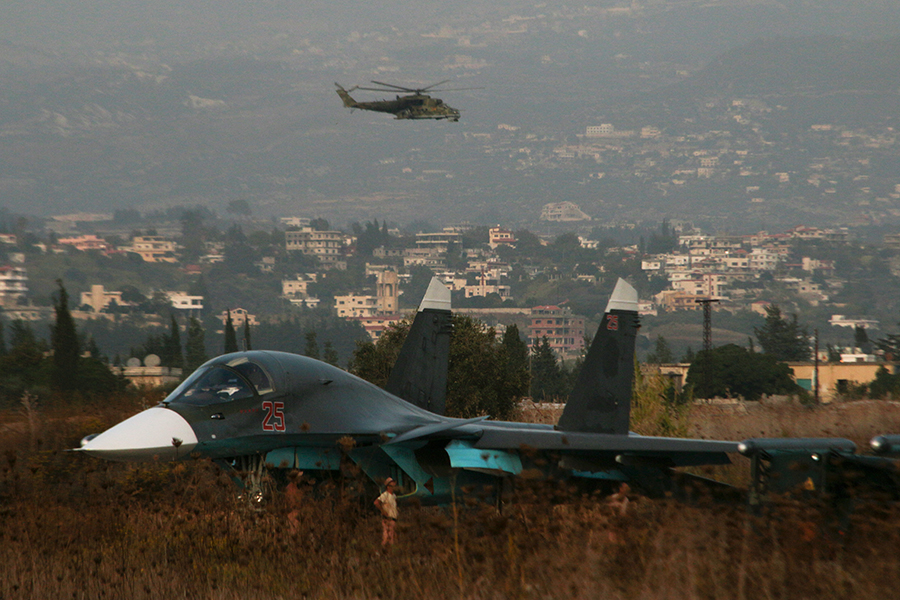
敘利亞內戰逆轉以中俄支持的什葉派政府獲勝，歐美支持的遜尼派叛軍失利為定局。

- 葉門胡塞武裝組織叛亂（2004年－2015年）
- 葉門內戰（2015年－至今）
- 墨西哥毒品戰爭（2006年－2019年）
- 索馬利亞內戰（2009年－至今）
- 伊拉克內戰（2014年－2017年）
- 烏克蘭危機（2014年－）
  - 克里米亞危機（2014年－）
  - 烏克蘭內戰（2014年－）

#### 動亂
- 泰國南部動亂（2004年－至今）
- 蒲隆地動亂（2015年）

### 核戰爭議
- 伊朗核問題（2005年－至今）
- 朝鮮半島危機（2013年）

### 疆域爭議
- 克什米爾衝突（1947年–至今）
- 釣魚臺列嶼主權問題
- 南海爭議
- 中印邊界問題

### 政變
- 埃及政變（2013年）
- 泰國政變（2014年）
- 葉門政變（2014年－2015年）
- 土耳其政變（2016年）
- 辛巴威政變（2017年）

### 政治

#### 政治趨勢
2010年代初，中國在越來越多的場合被稱為超級大國，包括2011年中國最高領導人胡錦濤與美國總統巴拉克·歐巴馬之間的會談。中國超越美國成為世界上最大的貿易國，提交大多數專利，擴大其軍事裝備。普華永道會計師事務所指出預計到2018年，中國將成為世界上最大的經濟體，到2050年代後期估計人均GDP與美國相當。
阿拉伯之春係自2010年12月突尼西亞一些城鎮爆發茉莉花革命以來，阿拉伯世界一些國家民眾紛紛走上街頭，要求推翻本國的專制政體的行動，截至2016年7月，只有突尼西亞成為阿拉伯之春中，唯一能實現民主轉型的國家。除了極端恐怖組織伊斯蘭國趁亂局崛起，控制大片區域外，其他多個國家均陷入長期動亂和戰爭，引發了歐洲移民危機，稱為阿拉伯之冬。

#### 政治偏振

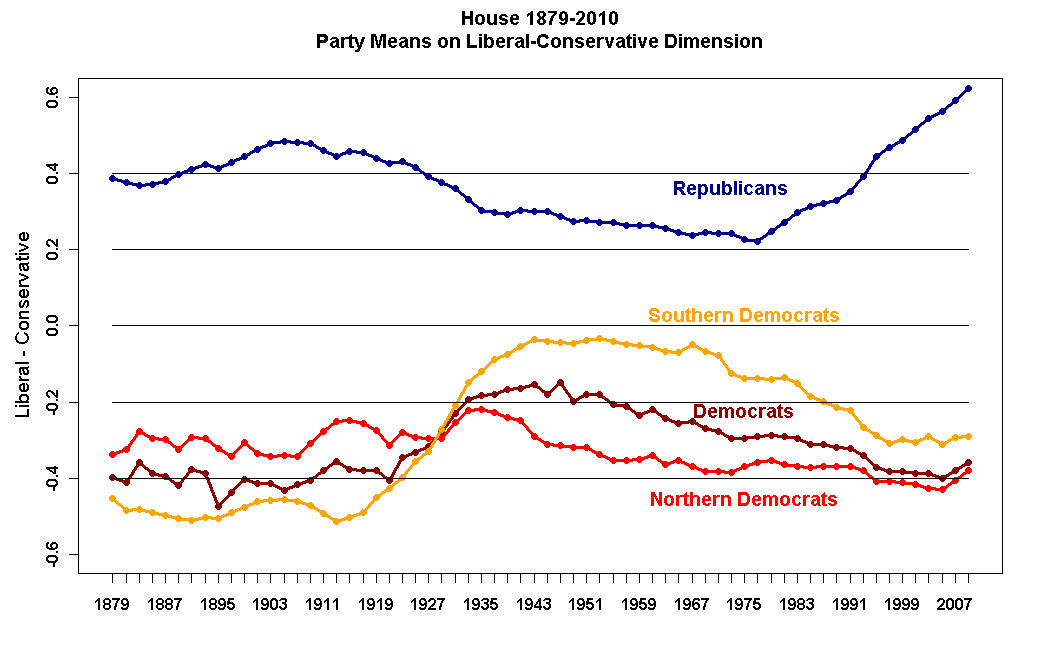
美國眾議院的政治兩極分化

隨著保守派和社會自由主義者在西方中對政府、社會、經濟和環境問題上發生衝突，政治兩極分化也在增加。
在歐洲，抗議來自伊斯蘭國家的難民的運動越來越多，如英格蘭防衛聯盟和愛國歐洲人反對西方伊斯蘭化運動。
平等主義的呼聲越來越高，包括兩性之間，一些學者斷言，第四波女性主義於2012年左右開始。
政治上的民粹主義在整個這十年中普遍湧現，許多政治家和各種政治運動者表達民粹主義情緒，並發表民粹主義言論。民粹主義運動的顯著例子包括美國的茶黨運動和佔領華爾街，英國的脫離歐盟事件，還有全球性的Black Lives Matter以及另類右派，民粹主義政治家的例子同樣廣泛，像是唐納·川普、 巴拉克·歐巴馬、烏戈·查維茲、馬泰奧·薩爾維尼、畢普·格里羅、奈傑·法拉吉、羅德里戈·杜特蒂、 雅伊爾·博索納羅等等被其他人描述為民粹主義者。

#### 政治事件

##### 美洲
| 事件                          | 地點     | 時間                          | 內容 | 備註                        |
| ----------------------------- | -------- | ----------------------------- | --- | --------------------------- |
| 患者保護與平價醫療法案        | 美国     | 2010年3月23日                 | 總統巴拉克·歐巴馬簽署患者保護與平價醫療法案成為法律，象徵著美國醫療保險的重大改革。 | [ 33 ]                      |
| 2010年巴西總統大選            | 巴西     | 2010年10月31日                | 迪爾瑪·羅賽芙當選為第一位女性巴西總統。 | [ 34 ]                      |
| 2016年秘魯大選                | 秘魯     | 2011年6月5日                  | 奧良塔·烏馬拉當選為秘魯總統。 | [ 35 ]                      |
| 佔領華爾街                    | 美国     | 2011年9月17日                 | 數百名抗議者進入紐約市的華爾街金融區，開始佔領華爾街運動：在全國各城市開展了一系列示威遊行和數百個陣營，形成佔據運動。                                                                                        | [ 36 ]                      |
| 費爾南多·盧戈彈劾案           | 巴拉圭   | 2012年6月22日                 | 6月21日巴拉圭眾議院以76比1投票彈劾盧戈，巴拉圭參議院第二天以39票對4票將他免職，副總統費德里科·弗朗哥成為總統。                                                                                                | [ 37 ]                      |
| 2012年墨西哥大選              | 墨西哥   | 2012年7月1日                  | 恩里克·佩尼亞·涅托贏得了墨西哥大選，使革命制度黨自2000年以來首次重新奪回政權。 | [ 38 ]                      |
| 2012年美國總統選舉            | 美国     | 2012年11月6日                 | 巴拉克·歐巴馬再次當選美國總統，擊敗共和黨候選人米特·羅姆尼。 | [ 39 ]                      |
| 烏戈·查維茲逝世               | 委內瑞拉 | 2013年3月5日                  | 委內瑞拉總統烏戈·查維茲在管理國家14年後去世，享年58歲。 | [ 40 ]                      |
| 2013年教宗選舉秘密會議        | 阿根廷   | 2013年3月13日                 | 阿根廷樞機方濟各當選為美洲第一位教宗。 | [ 41 ]                      |
| 2013年巴西抗議運動            | 巴西     | 2013年4月－7月                | 這場示威活動最初是為了抗議一些巴西城市的公共汽車，火車和地鐵票價上漲，包括增長到其他問題，如政府的高度腐敗和警察暴行。到了6月中旬，自1992年抗議前總統費爾南多·科洛爾·德梅洛以來，該運動已成為巴西最大的運動。 | [ 42 ] [ 43 ]               |
| 2014－2018年委內瑞拉示威      | 委內瑞拉 | 2014年2月12日                 | 2014年初開始，示威民眾反對總統尼古拉斯·馬杜羅領導的執政黨委內瑞拉社會主義統一黨政府。 | [ 44 ]                      |
| 2014年委內瑞拉–巴拿馬外交危機 | 委內瑞拉 | 2014年3月5日                  | 委內瑞拉總統尼古拉斯·馬杜羅中斷與巴拿馬的外交和政治關係，指責其參與委內瑞拉軍方陰謀。 | [ 45 ]                      |
| 洗車行動                      | 巴西     | 2014年3月17日                 | 洗車行動是一項正在進行的刑事調查，巴西前總統魯拉十四日遭檢方指為國營巴西石油公司貪污計畫的「終極指揮官」，2014年3月17日由法官塞吉奧·莫羅審理。                                                                | [ 46 ]                      |
| 烏克蘭危機期間的國際制裁      | 美国     | 2014年4月28日                 | 美國總統巴拉克·歐巴馬新的經濟制裁反對俄羅斯生效，針對的是靠攏俄羅斯總理普丁的個人和企業。 | [ 47 ]                      |
| 2014年巴西大選                | 巴西     | 2014年10月26日                | 迪爾瑪·羅賽芙再次當選巴西總統。 | [ 48 ]                      |
| 2015年－16年巴西抗議活動      | 巴西     | 2015年3月15日 – 2016年7月31日 | 在2015年和2016年，巴西的一系列抗議活動譴責總統迪爾瑪·羅賽芙的腐敗政府，自1985年以來的巴西「新共和國」開始以來，是該國最大的民眾動員。                                                                         | [ 49 ] [ 50 ]               |
| 奧貝格費爾訴霍奇斯案          | 美国     | 2015年6月25日                 | 美國同性婚姻由美國最高法院通過，在美國所有50個州合法化，具有里程碑意義的決定。 | [ 51 ]                      |
| 古巴解凍                      | 古巴     | 2015年7月20日                 | 美國總統巴拉克·歐巴馬宣布結束自1961年1月以來一直存在的美國對古巴的禁運一年後，兩國恢復了全面的外交關係。 | [ 52 ] [ 53 ]               |
| 2015年加拿大聯邦大選          | 加拿大   | 2015年10月19日                | 由賈斯汀·杜魯道領導的自由黨贏得了加拿大聯邦大選，選舉中擊敗了加拿大保守黨。 | [ 54 ]                      |
| 2015年阿根廷大選              | 阿根廷   | 2015年11月22日                | 毛里西奧·馬克里當選阿根廷總統，結束了該國十多年的「基什內爾派系」（Kirchnerism）。 | [ 55 ]                      |
| 2015年委內瑞拉議會選舉        | 委內瑞拉 | 2015年12月6日                 | 委內瑞拉統一社會主義黨在委內瑞拉國民議會中失去多數席位，選舉結果顯示執政黨委內瑞拉統一社會主義黨大敗，自1999年以來首次失去國民議會控制權。                                                                    | [ 56 ]                      |
| 迪爾瑪·羅賽芙彈劾案           | 巴西     | 2016年5月12日                 | 巴西參議院投票以55-22結果對巴西總統迪爾瑪·羅賽芙的彈劾程序，並在審判期間暫停她的職務，由巴西副總統米歇爾·特梅爾擔任巴西代理總統的權力和職責。                                                                 | [ 57 ]                      |
| 2016年祕魯總統大選            | 秘魯     | 2016年6月5日                  | 佩德羅·巴勃羅·庫琴斯基當選為秘魯總統。 | [ 58 ]                      |
| 哥倫比亞和平協議              | 哥伦比亚 | 2016年6月23日                 | 哥倫比亞和哥倫比亞革命武裝力量－人民軍的叛亂政府簽署了停火協議，正式結束了兩者之間50年間的哥倫比亞內戰。 | [ 59 ]                      |
| 2016年美國總統選舉            | 美国     | 2016年11月8日                 | 共和黨候選人唐納·川普當選為美國第45任總統，在接替歐巴馬的民主黨候選人希拉蕊·柯林頓在競選中被擊敗。 | [ 60 ]                      |
| 菲德爾·卡斯特羅之死           | 古巴     | 2016年11月25日                | 古巴共產黨前第一書記和革命領袖菲德爾·卡斯特羅去世，享年90歲。 | [ 61 ]                      |
| 2017年委內瑞拉憲政危機        | 委內瑞拉 | 2017年3月23日                 | 委內瑞拉國民議會最高司法法庭接管了立法權。法庭主要是尼古拉斯·馬杜羅總統的支持者，也限制大會成員議會豁免權，他們大多屬於反對派。制宪大会选举於2017年7月30日舉行，以選舉新的憲法大會成員。                      | [ 62 ] [ 63 ]               |
| 逮捕魯拉                      | 巴西     | 2018年4月7日                  | 魯拉遭逮捕發生在2018年4月7日，聯邦法官塞吉奧·莫羅兩天前發出逮捕令。逮捕的原因是洗車行動的第二次腐敗和洗錢被定罪。這位前總統在監禁之後被帶到庫里奇巴，在那裡他履行了判決。                                     | [ 64 ] [ 65 ] [ 66 ] [ 67 ] |
| 米格爾·迪亞斯-卡內爾就職典禮  | 古巴     | 2018年4月19日                 | 米格爾·迪亞斯-卡內爾宣誓就任古巴國務委員會主席和古巴部長會議主席，這是自1959年古巴革命以來首次有卡斯特羅家族以外的領導人，但勞爾·卡斯特羅留任古巴共產黨中央委員會第一書記掌握實權。                           |                             |
| 2018年巴西大選                | 巴西     | 2018年10月28日                | 雅伊爾·博索納羅當選巴西總統，象徵著該國自1985年巴西「新共和國」開始以來，首次由極右翼統治國家，這次選舉還連續打破了勞工黨的4次勝利。                                                                          | [ 68 ]                      |
| 喬治·赫伯特·華克·布希逝世     | 美国     | 2018年11月30日                | 美國前第41任總統喬治·赫伯特·華克·布希去世，享年94歲。 |                             |

|  |  |

##### 亞洲
| 事件                             | 地點                                               | 時間                   | 內容 | 備註            |
| -------------------------------- | -------------------------------------------------- | ---------------------- | --- | --------------- |
| 2010年吉爾吉斯革命               | 吉尔吉斯斯坦                                       | 2010年4月7日           | 反對派推翻庫爾曼別克·巴基耶夫，巴基耶夫在激烈的反政府騷亂中逃離，因為反對派奪取了控制權。 | [ 69 ]          |
| 2010年菲律賓總統選舉             | 菲律宾                                             | 2010年5月10日          | 諾諾·艾奎諾當選菲律賓總統。 | [ 70 ]          |
| 2010年緬甸議會選舉               | 缅甸                                               | 2010年11月7日          | 登盛當選為緬甸軍政府國家和平與發展委員會的主席，自1962年以來，該國首位文職領導人。 | [ 71 ]          |
| 釋放翁山蘇姬                     | 缅甸                                               | 2010年11月13日         | 緬甸反對派政治家翁山蘇姬自1989年被監禁後被軟禁釋放。 | [ 72 ]          |
| 2011年巴林反政府示威             | 巴林                                               | 2011年3月15日          | 巴林國王哈邁德·本·伊薩·本·薩勒曼·阿勒哈利法宣佈為期三個月緊急狀態，因為海灣阿拉伯國家合作委員會的部隊被派去平息內亂。                                                                                          | [ 73 ]          |
| 金正日逝世                       | 朝鲜民主主义人民共和国                             | 2011年12月17日         | 朝鮮勞動黨委員長金正日在執政17年後去世。他的兒子金正恩接替了他。 | [ 74 ]          |
| 王立軍事件和薄熙來事件           | 中国                                               | 2012年2月至3月         | 中共重慶市委原書記薄熙來與重庆市原副市长王立軍翻臉，導致王立軍叛逃美國領事館，引發中共高層分崩離析。 | [ 75 ]          |
| 釣魚台國有化事件                 | 中国 · 日本 · 臺灣地區                             | 2012年9月10日          | 日本政府正式以20.5億日元（人民幣1.66億元，新臺幣7億元）從栗原弘行手中收購釣魚島及其附屬島嶼南小島、北小島，在同年9月11日付款和登記，引發中日關係惡化。                                                         | [ 76 ]          |
| 中國共產黨第十八次全國代表大會   | 中国                                               | 2012年11月8日          | 中國共產黨第十八次全國代表大會在北京人民大會堂舉行，習近平接替胡锦涛当选新一届中國共產黨中央委員會總書記和中央軍事委員會主席。                                                                                 | [ 77 ]          |
| 2012年大韓民國總統選舉           | 大韩民国                                           | 2012年12月19日         | 朴槿惠當選大韓民國總統，第一位擔任該職位的女性。 | [ 78 ]          |
| 第46屆日本眾議院議員總選舉       | 日本                                               | 2012年12月26日         | 由安倍晉三領導的自由民主黨在日本大選中獲得壓倒性勝利。 | [ 79 ]          |
| 2013年朝鮮半島危機               | 朝鲜民主主义人民共和国                             | 2013年3月11日          | 朝鮮領導人金正恩打破了所有與韓國的和平條約，並開始一個新的核武器計劃。進行新的核試驗，使朝鮮半島緊張情勢上升。                                                                                                 | [ 80 ]          |
| 2013年马来西亚大选               | 马来西亚                                           | 2013年5月5日           | 2013年5月5日举行的马来西亚国会下议院第13届选举，共有12个州的州议会同步举行选举，只有砂拉越州除外。这届选举被列为大马史上最激烈的一次大选之一。                                                                 |                 |
| 2013年－2014年泰國反政府示威     | 泰国                                               | 2013年10月31日         | 泰國反政府示威，反對黨走上街頭要求盈拉下台。盈拉於12月9日早上宣佈解散國會，並提前大選。 | [ 81 ]          |
| 太陽花學運                       | 臺灣地區                                           | 2014年3月18日－4月10日 | 臺灣部分大學生與公民團體共同佔領中華民國國會立法院，抗議服貿協議強硬被國民黨通過。 | [ 82 ]          |
| 2014年印度大選                   | 印度                                               | 2014年5月12日          | 由納倫德拉·莫迪領導的印度人民黨在印度大選中獲得壓倒性勝利，這是自1984年以來印度人民黨首次獲得多數席位。 | [ 83 ]          |
| 2014年泰國軍事政變               | 泰国                                               | 2014年5月23日          | 泰國總理盈拉·欽那瓦在軍事政變後被逮捕。 | [ 84 ]          |
| 2014年印度尼西亞總統選舉         | 印度尼西亚                                         | 2014年7月9日           | 佐科威贏得了印度尼西亞的總統選舉，成為第一位不是來自該國政治精英或軍隊的總統。 | [ 85 ]          |
| 佔領中環和雨傘革命               | 香港                                               | 2014年9月26日          | 香港發生佔領中環和雨傘革命，抗議中國政府和特區政府提出的政改方案。 | [ 86 ]          |
| 阿卜杜拉二世逝世                 | 沙特阿拉伯                                         | 2015年1月23日          | 阿卜杜拉二世任期從2005年到2015年，去世後由薩勒曼國王所替任。 | [ 87 ]          |
| 李光耀逝世                       | 新加坡                                             | 2015年3月23日          | 從1959年至1990年治理的新加坡總理，被認為是國家的創始人，在91歲時因肺炎而死亡。 | [ 88 ]          |
| 孟加拉國－印度飛地               | 印度 · 孟加拉国                                    | 2015年6月6日           | 印度和孟加拉國正式批准了1974年在其邊界交換飛地的協議。 | [ 89 ]          |
| 一个马来西亚发展有限公司丑闻     | 马来西亚                                           | 2015年7月3日           | 美国《华尔街日报》揭露，中东神秘人物将7亿美元（约26亿马币）的政治献金汇入马来西亚首相纳吉·阿都拉萨的银行户口里，以用作其下的「一个马来西亚发展有限公司」（1MDB），引起坊间争议，最终他被马来西亚法庭裁决无罪。 | [ 90 ]          |
| 兩岸領導人會面                   | 新加坡                                             | 2015年11月7日          | 中共中央總書記習近平和中華民國總統和馬英九正式會談，這是自1949年以來各自領導人首次會談。 | [ 91 ]          |
| 2015年緬甸議會選舉               | 缅甸                                               | 2015年11月8日          | 翁山蘇姬領導的全國民主聯盟在1990年首次公開競選中贏得了全面勝利。 | [ 92 ]          |
| 2016年沙烏地駐伊朗大使館攻擊事件 | 沙特阿拉伯                                         | 2016年1月3日           | 因伊朗民眾不滿利雅德處決什葉派教士尼姆爾·尼姆爾，群起示威，並攻擊、闖入德黑蘭的沙烏地大使館。導致沙烏地阿拉伯與伊朗斷交。                                                                                      | [ 93 ]          |
| 2016年中華民國總統選舉           | 臺灣地區                                           | 2016年1月16日          | 蔡英文當選台灣總統，第一位擔任該職位的女性。 | [ 94 ]          |
| 2016年亞美尼亞–亞塞拜然衝突      | 阿塞拜疆                                           | 2016年4月2日           | 亞美尼亞和阿塞拜疆軍隊在納戈爾諾-卡拉巴赫的衝突造成至少193人死亡，這成為比什凱克議定書（1994年停火以來）中最嚴重的違反行為。                                                                                   | [ 95 ]          |
| 2016年菲律賓總統選舉             | 菲律宾                                             | 2016年5月9日           | 羅德里戈·杜特蒂當選菲律賓總統。 | [ 96 ]          |
| 南海仲裁案                       | 菲律宾 · 中国                                      | 2016年7月12日          | 菲律賓贏得了他們在常設仲裁法院提交依據聯合國海洋法公約，關於中國在南海九段線的合法性仲裁案。 | [ 97 ] [ 98 ]   |
| 拉瑪九世逝世                     | 泰国                                               | 2016年10月13日         | 任1946年到2016年的泰國國王拉瑪九世去世，由他的兒子瑪哈·哇集拉隆功接任。 | [ 99 ]          |
| 金正男遇刺事件                   | 马来西亚 · 朝鲜民主主义人民共和国                  | 2017年2月13日          | 朝鲜领导人金正恩的哥哥金正男在马来西亚雪邦的吉隆坡第二国际机场准备登机前往澳门时，突遭两名女子袭击，后于送往布城医院途中不治身亡。                                                                             | [ 100 ]         |
| 朴槿惠彈劾案                     | 大韩民国                                           | 2017年3月10日          | 韓國總統朴槿惠被韓國憲法法院彈劾，一致決定終止總統任期。大韓民國國務總理黃教安代理總統職務。 | [ 101 ]         |
| 2017年大韓民國總統選舉           | 大韩民国                                           | 2017年5月9日           | 文在寅當選為第12任大韓民國總統。在總統朴槿惠的彈劾之後，選舉提前至5月初。 | [ 102 ]         |
| 2017年卡達外交危機               | 卡塔尔                                             | 2017年6月5日           | 七個阿拉伯國家 - 巴林、埃及、利比亞、毛里塔尼亞、沙烏地阿拉伯、葉門和阿拉伯聯合酋長國與卡塔爾斷絕外交關係，指責它破壞該地區的穩定和支持恐怖主義。                                                              | [ 103 ]         |
| 中華人民共和國憲法修正案         | 中国                                               | 2018年3月11日          | 全國人民代表大會批准憲法修正案，取消習近平的任期限制，他也是中國共產黨中央委員會總書記（最高領導人）。 | [ 104 ]         |
| 金正恩訪問中國                   | 中国                                               | 2018年3月28日          | 朝鮮勞動黨委員長金正恩會見中共中央總書記習近平，是金正恩自2011年上任以來首次離開該國。 | [ 105 ]         |
| 2018年亞美尼亞示威               | 亞美尼亞                                           | 2018年4月12日          | 由議會議員帕辛揚領導的各種政治和民間團體在亞美尼亞舉行反政府抗議活動。總理謝爾日·薩爾基相於2018年4月23日辭職。帕辛揚於2018年5月8日當選總理。                                                                   | [ 106 ] [ 107 ] |
| 2018年4月南北韓高峰會            | 大韩民国 · 朝鲜民主主义人民共和国                  | 2018年4月27日          | 金正恩穿越自1953年創立以來南北韓非軍事區與總統文在寅會面，成為第一個朝鮮拜訪韓國的領導人，並共同簽署《板門店宣言》。                                                                                           | [ 108 ]         |
| 聯合全面行動計畫                 | 以色列                                             | 2018年4月30日          | 以色列總理班傑明·納坦雅胡指責伊朗沒有阻止在提交聯合全面行動計畫超過10萬份文件的項目緩存結束後，詳細介紹了伊朗核計畫的範圍。伊朗譴責納坦雅胡的演講是“宣傳”。                                                    | [ 109 ]         |
| 2018年馬來西亞大選               | 马来西亚                                           | 2018年5月9日           | 前馬來西亞首相馬哈迪·莫哈末率領的反對黨希望聯盟確保了議會多數，結束了自獨立以來國民陣線61年的統治。 | [ 110 ]         |
| 釋放安華                         | 马来西亚                                           | 2018年5月16日          | 馬來西亞最高元首蘇丹莫哈末五世，赦免馬來西亞反對黨領袖安華並立即獲釋。 | [ 111 ]         |
| 2018年美朝首腦會談               | 新加坡                                             | 2018年6月12日          | 美國總統唐納·川普和朝鮮的最高領導人金正恩正式會面，這是他們各自領導人第一次見面。 | [ 112 ]         |
| 裏海法律地位公約                 | 俄罗斯 · 哈萨克斯坦 · 阿塞拜疆 · 伊朗 · 土库曼斯坦 | 2018年8月12日          | 五個沿海國家 - 俄羅斯、哈薩克斯坦、亞塞拜然、伊朗和土庫曼斯坦簽署裏海法律地位公約結束了里海法律地位長達20年的糾紛。                                                                                            | [ 113 ]         |
| 釋字第748號解釋施行法通過        | 臺灣地區                                           | 2019年5月17日          | 中華民國立法院三讀通過司法院釋字第748號解釋施行法，成為亞洲第一個同性婚姻合法化的國家。 |                 |
| 香港反送中運動                   | 香港                                               | 2019年6月9日--         | 香港政府修訂引渡法案引起市民上街遊行,其間警方之濫暴及濫捕引起社會反彈,及後元朗721事件後示威行動越發激進。 |                 |
| 李鹏去世                         | 中国                                               | 2019年7月22日          | 第4任中华人民共和国国务院总理、第七任中华人民共和国全国人大常委会委员长李鹏因病去世，享年90岁 | [ 114 ] [ 115 ] |

|  |  |  |

##### 歐洲
| 事件                       | 地點            | 時間                  | 內容 | 備註            |
| -------------------------- | --------------- | --------------------- | --- | --------------- |
| 美俄簽署新削減戰略武器條約 | 捷克            | 2010年4月8日          | 美國與俄羅斯雙方在捷克布拉格簽署了新削減戰略武器條約，隨後由美國參議院和俄羅斯聯邦會議分別通過，於2011年2月5日生效。 | [ 116 ]         |
| 2010年英國大選             | 英国            | 2010年5月6日          | 英國大選自1974年2月以來，2010年英國大選產生了第一次「懸峙議會」，由保守黨的卡梅倫當選。 |                 |
| 西爾維奧·貝魯斯柯尼辭職    | 義大利          | 2011年11月16日        | 在性指控醜聞、金融危機和公眾抗議之後，義大利任期時間最長的總理西爾維奧·貝魯斯柯尼於2011年11月辭職。經濟學家馬里奧·蒙蒂被任命為新總理，在技術官僚內閣的領導下，任職至2013年。 | [ 117 ]         |
| 2012年法國總統選舉         | 法國            | 2012年4月22日         | 法蘭索瓦·歐蘭德當選為新任法國總統，17年來成為該國第一位社會主義總統。 | [ 118 ]         |
| 教宗本篤十六世辭職         | 梵蒂冈          | 2013年2月28日         | 教宗本篤十六世是自1415年教宗額我略十二世以來第一個辭職的教宗，並且是自1294年教宗雷定五世以來第一位自願辭職的教宗。 | [ 119 ]         |
| 2013年義大利大選           | 義大利          | 2013年2月25日         | 兩個主要聯盟，西爾維奧·貝魯斯柯尼領導的中右聯盟和皮埃爾·路易吉·貝爾薩尼領導的中左聯盟都沒有在議會中贏得了絕對多數，部分原因是民粹主義反建制五星運動的強勢表現 | [ 120 ] [ 121 ] |
| 柴契爾夫人逝世             | 英国            | 2013年4月8日          | 時任1979年到1990年的英國前首相瑪格麗特·柴契爾去世。 | [ 122 ]         |
| 2013年義大利總統選舉       | 義大利          | 2013年4月20日         | 在財政緊張局勢不斷加劇的情況下，義大利總統喬治·納波利塔諾再次當選，這是有史以來第一位再次當選的義大利總統。納波利塔諾任命恩里科·萊塔總理為義大利大聯合政府的負責人。 | [ 123 ]         |
| 貝婭特麗克絲女王退位       | 荷兰            | 2013年4月30日         | 荷蘭貝婭特麗克絲女王退位，她的兒子威廉-亞歷山大繼承，成為該國一個多世紀以來的第一位國王。 | [ 124 ]         |
| 烏克蘭親歐盟示威           | 乌克兰          | 2013年11月－2014年2月 | 示威民眾抗議烏克蘭總統亞努科維奇中止和歐洲聯盟簽署政治和自由貿易協議，而強化和俄羅斯的關係。 |                 |
| 2014年烏克蘭革命           | 乌克兰          | 2014年2月21日         | 烏克蘭總統維克多·費奧多羅維奇·亞努科維奇在首都基輔發生暴力抗議後逃離該國。反對派控制的烏克蘭最高議會投票決定將他解職總統職位。 | [ 125 ]         |
| 馬泰奧·倫齊獲得組閣授權    | 義大利          | 2014年2月22日         | 馬泰奧·倫齊成為義大利民主黨的新黨魁後，恩里科·萊塔被迫辭職並當選總理，啟動激進的憲法改革計劃。馬泰奧·倫齊是義大利歷史上最年輕的總理。 | [ 126 ]         |
| 俄羅斯合併克里米亞         | 乌克兰          | 2014年3月18日         | 在國際上未被承認的克里米亞歸屬公投，結果關係到該地區的地位之後，俄羅斯從烏克蘭吞併了克里米亞半島。 | [ 127 ]         |
| 2014年歐洲議會選舉         | 欧洲联盟        | 2014年5月22日－25日   | 英國和法國國民陣線在歐洲選舉取得的勝利，被一些人視為右翼勢力和歐洲懷疑主義運動正在歐洲大陸增長。 | [ 128 ] [ 129 ] |
| 2014年蘇格蘭獨立公投       | 蘇格蘭          | 2014年9月18日         | 在由蘇格蘭民族黨召集的公民投票中，蘇格蘭投票決定留在英國，55.3％的選票反對獨立，44.7％投票贊成。 | [ 130 ] [ 131 ] |
| 胡安·卡洛斯一世正式退位    | 西班牙          | 2014年6月19日         | 西班牙國王胡安·卡洛斯一世正式退位，由他的兒子費利佩六世加冕接任。 | [ 132 ]         |
| 2015年1月希臘議會選舉      | 希腊            | 2015年1月26日         | 阿列克西斯·齊普拉斯，擊敗反對黨激進左翼聯盟的領導人，當選為希臘總理。 | [ 133 ]         |
| 新明斯克協議               | 乌克兰          | 2015年2月12日         | 來自俄羅斯、烏克蘭、，德國和法國的領導人就烏克蘭東部的頓巴斯戰爭達成協議，其中包括停火並撤回重型武器。然而，休戰在很大程度上未能阻止戰鬥，小規模衝突持續不減。 | [ 134 ] [ 135 ] |
| 2015年愛爾蘭憲法公投       | 爱尔兰          | 2015年5月23日         | 愛爾蘭共和國投票將愛爾蘭同性婚姻合法化，成為第一個通過民眾投票使同性婚姻合法化的國家。 | [ 136 ]         |
| 希臘國債危機               | 希腊            | 2015年7月1日          | 希臘成為第一個發達經濟體在國際貨幣基金組織該基金的71年歷史中遭到支付的。 | [ 137 ]         |
| 方濟各和基里爾的聯合聲明   | 梵蒂冈          | 2016年2月12日         | 方濟各和基里爾在天主教和俄羅斯東正教領導人之間第一次的此類會議上簽署了一項基督教宣言，為了1054年的分裂。 | [ 138 ]         |
| 英國去留歐盟公投           | 英国            | 2016年6月23日         | 在聯合王國舉行的關於是否繼續成為歐洲聯盟成員的公民投票中，52％的選民選擇離開。不久之後，首相大衛·卡麥隆宣布辭職。 | [ 139 ] [ 140 ] |
| 2016年英國保守黨黨魁選舉   | 英国            | 2016年7月13日         | 德蕾莎·梅伊接任大衛·卡麥隆成為英國首相，成為英國第二位女性英國首相。 | [ 141 ]         |
| 2016年奧地利總統選舉       | 奥地利          | 2016年12月4日         | 綠色政治獨立候選人亞歷山大·范德貝倫擊敗極右翼奧地利自由黨候選人諾伯特·霍費爾，當選奧地利總統。 | [ 142 ]         |
| 2016年義大利憲法公投       | 義大利          | 2016年12月4日         | 意大利總理馬泰奧·倫齊在憲法公投後辭職，其中義大利人拒絕改革，以改革共和國參議院。外交部長保羅·真蒂洛尼被任命為新總理。 | [ 143 ] [ 144 ] |
| 2017年法國總統選舉         | 法國            | 2017年5月7日          | 共和前進！候選人馬克宏當選為法國總統，取代現任奧朗德，並在第二輪投票中擊敗國民陣線候選人馬琳·勒龐。馬克宏是法蘭西第五共和國歷史上最年輕的總統。 | [ 145 ]         |
| 2017年愛爾蘭統一黨選舉     | 爱尔兰          | 2017年6月2日          | 愛爾蘭統一黨舉行了領袖選舉。恩達·肯尼辭去了愛爾蘭總理並由李歐·瓦拉德卡取代。他是第一個公開的同性戀愛爾蘭總理和一個移民二代 | [ 146 ]         |
| 海爾穆·柯爾逝世            | 德国            | 2017年6月16日         | 時任1982年至1998年（西德1982-1990和兩德統一1990-1998）德國前總理海爾穆·柯爾去世，享年87歲。 |                 |
| 2017－2018年西班牙憲政危機 | 西班牙          | 2017年9月6日          | 西班牙首相馬里亞諾·拉荷義反對2017年加泰羅尼亞獨立公投，西班牙政府和加泰羅尼亞政府之間的政治衝突，爭辯說任何有關加泰羅尼亞獨立的公投會違反1978年西班牙憲法。 阿努比斯行動是為了挫敗公投而發起的，儘管仍然有91％支持加泰羅尼亞的獨立。                                                     | [ 147 ]         |
| 2017年德國聯邦議院選舉     | 德国            | 2017年9月24日         | 德國另類選擇自成立以來首次進入議會，而德國社會民主黨遭遇第二次世界大戰以來最糟糕的選舉失敗。 | [ 148 ]         |
| 2018年義大利大選           | 義大利          | 2018年3月4日          | 中右聯盟的右翼民粹主義北方聯盟成為主要政治力量，贏得了眾議院和參議院的多數席位，雖然反建制五星運動成為票數最多的政黨，中左聯盟獲得第三名。然而，沒有任何政治團體或政黨贏得絕對多數，導致懸峙議會。經過2018年義大利政府組建的幾個月後，兩個民粹主義黨派五星政府和北方聯盟組成了一個政府。 | [ 149 ] [ 150 ] |
| 2018年俄羅斯總統選舉       | 俄罗斯          | 2018年3月18日         | 總統選舉於2018年3月18日在俄羅斯舉行。現任總統普丁連續第二次（整體第四次）任期連任，得票率77％。 | [ 151 ]         |
| 2018年第三十六條憲法修正案 | 爱尔兰          | 2018年5月25日         | 關於是否廢除愛爾蘭憲法第八修正案（愛爾蘭禁止墮胎）的憲法公民投票進行，廢除方面獲得66.4％至33.6％的壓倒性勝利。 | [ 152 ] [ 153 ] |
| 馬其頓名稱爭議             | 希腊 · 北馬其頓 | 2018年6月12日         | 希臘和馬其頓共和國達成協議，結束兩國之間的27年命名爭端，這將導致馬其頓正式更名為北馬其頓。 | [ 154 ]         |
| 黃背心運動                 | 法國            | 2018年11月17日        | 法國政府不斷加燃油稅，令法國人不滿油價上升同生活成本高，抗議運動後來亦蔓延至荷蘭、比利時等歐洲其他地區。 | [ 155 ]         |
| 2019年英国保守党领袖选举   | 英国            | 2019年7月23日         | 鲍里斯·约翰逊当选新一届保守党领袖，并接替特蕾莎·梅成为新一任英国首相 | [ 156 ]         |

|  |  |

##### 非洲
| 事件                               | 地點       | 時間           | 內容 | 備註            |
| ---------------------------------- | ---------- | -------------- | --- | --------------- |
| 茉莉花革命                         | 突尼西亞   | 2011年1月14日  | 在反政府抗議活動中，突尼西亞總統宰因·阿比丁·班·阿里解散了政府，宣布進入緊急狀態並辭職。                                     | [ 157 ]         |
| 埃及革命                           | 埃及       | 2011年1月25日  | 受突尼西亞示威活動的啟發，埃及爆發了抗議活動，呼籲長期執政的總統胡斯尼·穆巴拉克離開。穆巴拉克於2011年2月11日辭職。          | [ 158 ]         |
| 利比亞內戰                         | 利比亚     | 2011年2月15日  | 反對穆阿邁爾·格達費統治利比亞民眾長達42年，反抗導致數千人死亡。抗議者進行野蠻鎮壓後，聯合國安全理事會對該國政府進行了制裁。 | [ 159 ]         |
| 2011年多國武裝干涉利比亞           | 利比亚     | 2011年3月19日  | 法國、英國和美國展開對利比亞穆阿邁爾·格達費政權發動軍事行動，並設置利比亞禁飛區。                                           | [ 160 ]         |
| 南蘇丹獨立公投                     | 南蘇丹     | 2011年7月9日   | 在蘇丹南部自治區舉行了公民投票，討論該地區是否應該繼續為蘇丹的一部分。絕大多數人投票支持脫離，並建立了新國家南蘇丹。        | [ 161 ]         |
| 穆阿邁爾·格達費之死                | 利比亚     | 2011年10月20日 | 利比亞前領導人穆阿邁爾·格達費在全國過渡委員會所領導部隊的清剿作戰中遭連環槍擊虐待折磨身亡。                                 | [ 162 ]         |
| 中非共和國衝突                     | 中非共和國 | 2012年12月10日 | 中非共和國發生政府軍和反政府武裝聯盟「塞雷卡」之間的衝突。                                                                  | [ 163 ]         |
| 馬里北部衝突                       | 马里       | 2012年1月16日  | 馬里北部的伊斯蘭主義叛亂份子威脅要控制該國。由法國領導的藪貓行動進行干預，協助馬里政府打擊武裝份子。                        | [ 164 ]         |
| 驅逐弗朗索瓦·博齊澤                | 中非共和國 | 2013年3月24日  | 塞雷卡叛亂份子征服了中非共和國的首都班吉，迫使總統弗朗索瓦·博齊澤逃離該國，導致廣泛的小眾群體主義暴力。                     | [ 165 ]         |
| 2013年埃及政治暴力                 | 埃及       | 2013年7月3日   | 阿卜杜勒-法塔赫·塞西率領軍隊在2013年埃及政變中推翻了總統穆罕默德·穆爾西後，埃及爆發了政治暴力。                             | [ 166 ]         |
| 納爾遜·曼德拉逝世                  | 南非       | 2013年12月5日  | 南非著名反種族隔離活動家、首位黑人總統納爾遜·曼德拉去世。                                                                   | [ 167 ]         |
| 2014年布吉納法索起義               | 布吉納法索 | 2014年10月31日 | 布吉納法索總理布萊斯·孔波雷面對廣泛的抗議，結束了27年的專制統治，下台並逃往科特迪瓦。                                       | [ 168 ]         |
| 2011年埃及革命後的審判和司法聽證會 | 埃及       | 2014年11月29日 | 前埃及總統穆罕默德·胡斯尼·穆巴拉克被判無罪，2011年埃及革命中殺害抗議者的指控，並且清除了腐敗指控。                          | [ 169 ] [ 170 ] |
| 伊斯蘭國西非省                     | 奈及利亞   | 2015年3月12日  | 奈及利亞的博科聖地與伊斯蘭國合併，宣布正式更名為「伊斯蘭國西非省」（ISWAP）。                                               | [ 171 ]         |
| 2015年奈及利亞大選                 | 奈及利亞   | 2015年3月29日  | 穆罕默杜·布哈里當選奈及利亞總統，這是反對派第一次贏得選舉，反對派和該國任職者首次和平移交權力。                             | [ 172 ]         |
| 2015年蒲隆地動亂（2015年－至今）   | 蒲隆地     | 2015年4月26日  | 蒲隆地面臨動亂，蒲隆地總統皮埃爾·恩庫倫齊扎尋求第三個任期，導致數百人死亡，數千人逃離該國。                                 | [ 173 ]         |
| 2016年甘比亞總統選舉               | 冈比亚     | 2016年12月1日  | 阿達馬·巴羅當選為甘比亞總統，擊敗了長期執政的葉海亞·賈梅，並結束了超過22年的專制統治。                                      | [ 174 ]         |
| 2017年辛巴威政變                   | 辛巴威     | 2017年11月14日 | 羅伯·穆加比在彈劾程序啟動後結束了辛巴威總統的職務，結束了30年的專制統治。                                                   | [ 175 ]         |
| 雅各布·祖瑪辭職                    | 南非       | 2018年2月14日  | 南非總統雅各布·祖瑪在執政九年後辭職，副總統西里爾·拉馬福薩成為南非第五任總統。                                              | [ 176 ]         |

|  |  |

##### 大洋洲
| 事件                     | 地點     | 時間           | 內容 | 備註    |
| ------------------------ | -------- | -------------- | --- | ------- |
| 2010年澳大利亞聯邦大選   | 澳大利亚 | 2010年6月24日  | 朱莉亞·吉拉德就任澳大利亞第27任總理，也是澳大利亞首位女性總理。 | [ 177 ] |
| 陸克文政治復出           | 澳大利亚 | 2013年6月27日  | 在一次黨內投票中成功擊敗了總理朱莉亞·吉拉德，而在2010年的一次黨內政變中，朱莉亞·吉拉德曾取代他成為澳大利亞工黨領袖。                                                                     | [ 178 ] |
| 紐西蘭同性婚姻合法化     | 新西兰   | 2013年8月19日  | 同性婚姻在紐西蘭合法化，使其成為大洋洲第一個允許同性伴侶結婚的國家。 | [ 179 ] |
| 2013年澳洲聯邦大選       | 澳大利亚 | 2013年9月7日   | 澳大利亞舉行聯邦大選，自由黨的東尼·艾博特以拿下90席，成為澳洲新任總理。 | [ 180 ] |
| 2014年斐濟大選           | 斐濟     | 2014年9月17日  | 前斐濟軍事指揮官弗蘭克·姆拜尼馬拉馬贏得了斐濟自2006年以來的第一次民主選舉，正式結束了多年的軍事統治。                                                                                    | [ 181 ] |
| 圖普六世加冕典禮         | 東加     | 2015年7月4日   | 圖普六世加冕為東加君主，接替他於2012年去世的兄弟喬治·圖普五世。 | [ 182 ] |
| 2015年澳洲自由黨黨魁虛位 | 澳大利亚 | 2015年9月15日  | 麥肯·騰博在東尼·艾博特黨魁虛位之後成為澳大利亞總理。 | [ 183 ] |
| 約翰·凱伊辭職            | 新西兰   | 2016年12月11日 | 比爾·英格利希在約翰·凱伊辭職後成為紐西蘭總理。 | [ 184 ] |
| 2017年紐西蘭大選         | 新西兰   | 2017年9月23日  | 紐西蘭舉行大選，沒有任何政黨佔多數，因此必須與紐西蘭第一黨進行談判才能執政。 10月19日，紐西蘭第一黨宣布與紐西蘭工黨組建聯合政府，得到奧特亞羅瓦紐西蘭綠黨的支持，傑辛達·阿德恩當選首相。 | [ 185 ] |
| 澳大利亞同性婚姻合法化   | 澳大利亚 | 2017年12月9日  | 該法於2017年12月9日生效，允許以前在海外結婚的同性伴侶根據澳大利亞法律承認其婚姻。第一次同性婚姻於2018年1月9日在澳大利亞舉行。                                                            | [ 186 ] |
| 2018年澳洲自由黨黨魁虛位 | 澳大利亚 | 2018年8月24日  | 斯科特·莫里森繼承接任澳大利亞自由黨黨魁之後，前任黨魁麥肯·騰博遭黨內逼宮下台後，澳洲新總理莫里森宣誓就任。                                                                               | [ 187 ] |

## 經濟

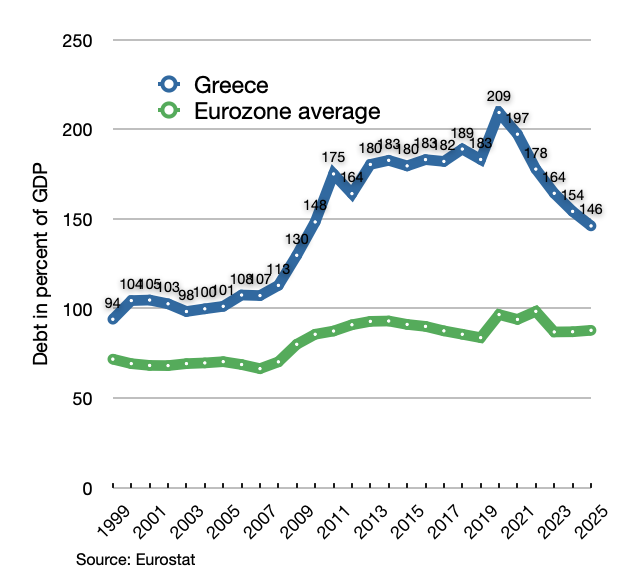
希臘和歐元區在這十年的早期債務增加

2010年，中國超越日本，成為全球第二大經濟體。
由於債務負擔，日本也在次年（2011年）評比下調。日本首相安倍晉三為了挽救日本沉寂多年的經濟困局，在第二次安倍內閣任內提出安倍經濟學。
2010年的全球金融危機始於2000年代，一直持續至2010年代，特別是，2009年開始的歐洲主權債務危機。希臘政府承認，為了維護修正龐大的主權債務方面存在著困難。在2011年夏季和秋季，義大利和西班牙的債券收益率飆升至6％以上。2011年8月，標準普爾將美國的信用評級評級從AAA降至AA +。同年，蓋洛普2011年的民意調查發現，超過一半的美國人認為該國仍處於衰退之中。
儘管歐元區出現了債務危機，但美國道瓊斯工業平均指數自20世紀90年代科技繁榮以來的漲幅最大。然而，包括通貨膨脹和商品價格上漲在內的經濟問題引發了許多低收入國家的動盪。在一些國家，特別是阿拉伯世界的國家，政治動盪演變為社會經濟危機。這引發了無數革命，包括2010年的吉爾吉斯斯坦革命和茉莉花革命，其後的利比亞、敘利亞、葉門和埃及也發生革命。2014年全球石油產量達到歷史最高峰，達到9300萬桶/天。到了2015年，除了希臘之外，歐洲的債券利率已恢復到正常水平，希臘接受了另一項更為緊急的救助方案。 歐洲金融穩定基金的規模從4400億歐元增加到2萬億歐元。
自2015年6月12日起，上海證券交易所在一個月內損失了A股價值的三分之一，被稱為中國股災。印度成為2015年世界上增長最快的主要經濟體，超過中國。2018年，隨著美聯儲提高利率，美國經濟衰退之前收益率曲線反轉的擔憂導致包括阿根廷在內的幾個新興市場的通貨膨脹率上升，其中利率達到40％，國際貨幣基金組織已發送緊急預備金。

## 災禍

### 自然災禍

#### 地震
- 2010年海地地震
- 2010年智利大地震
- 2010年玉樹地震
- 2011年基督城地震

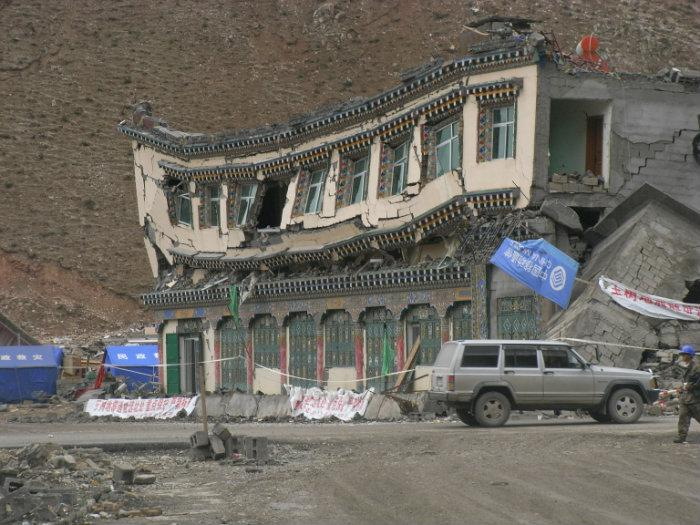
2010年玉树地震后扭曲的房屋

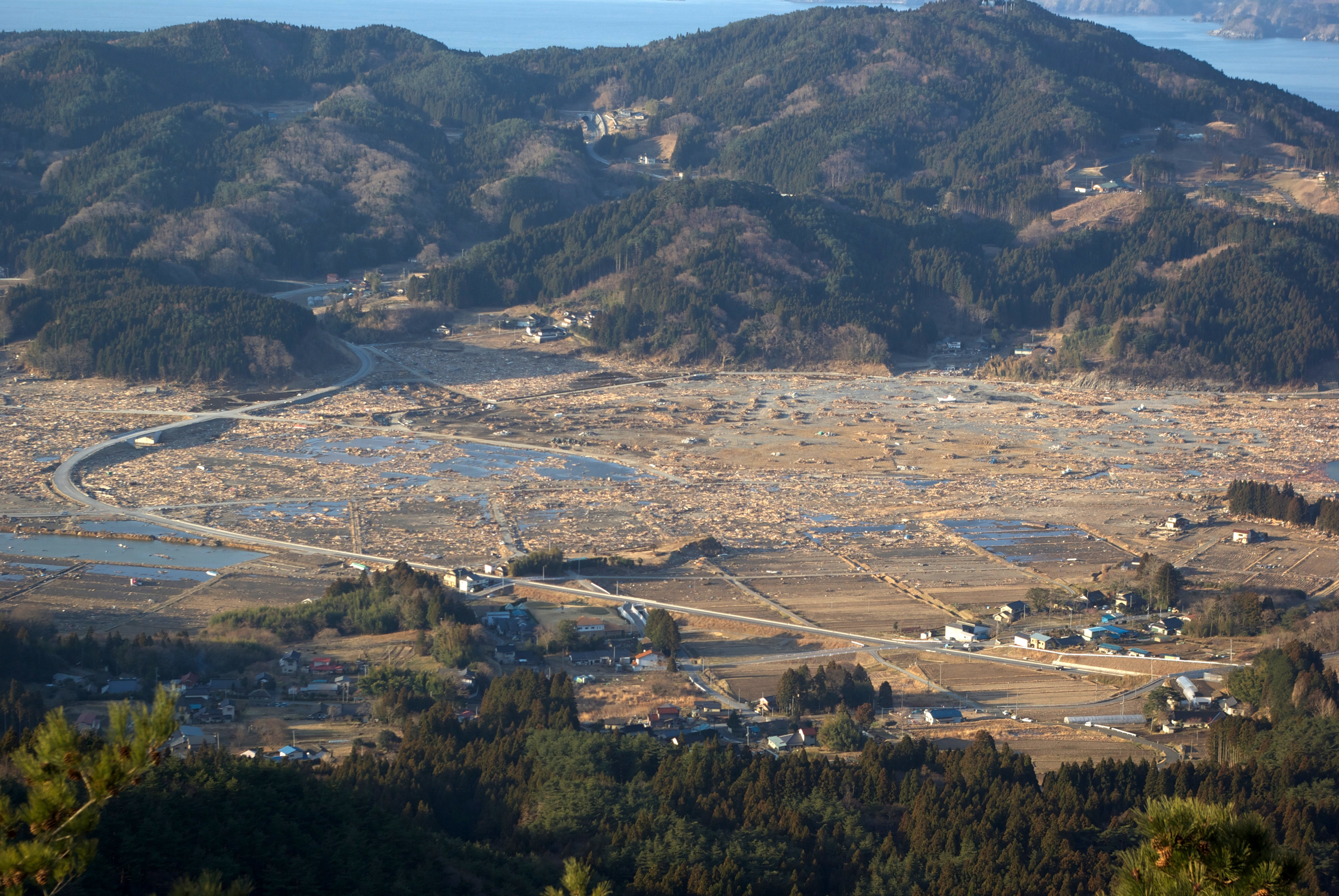
311大地震中遭到巨大海嘯摧毀的岩手縣陸前高田市市區

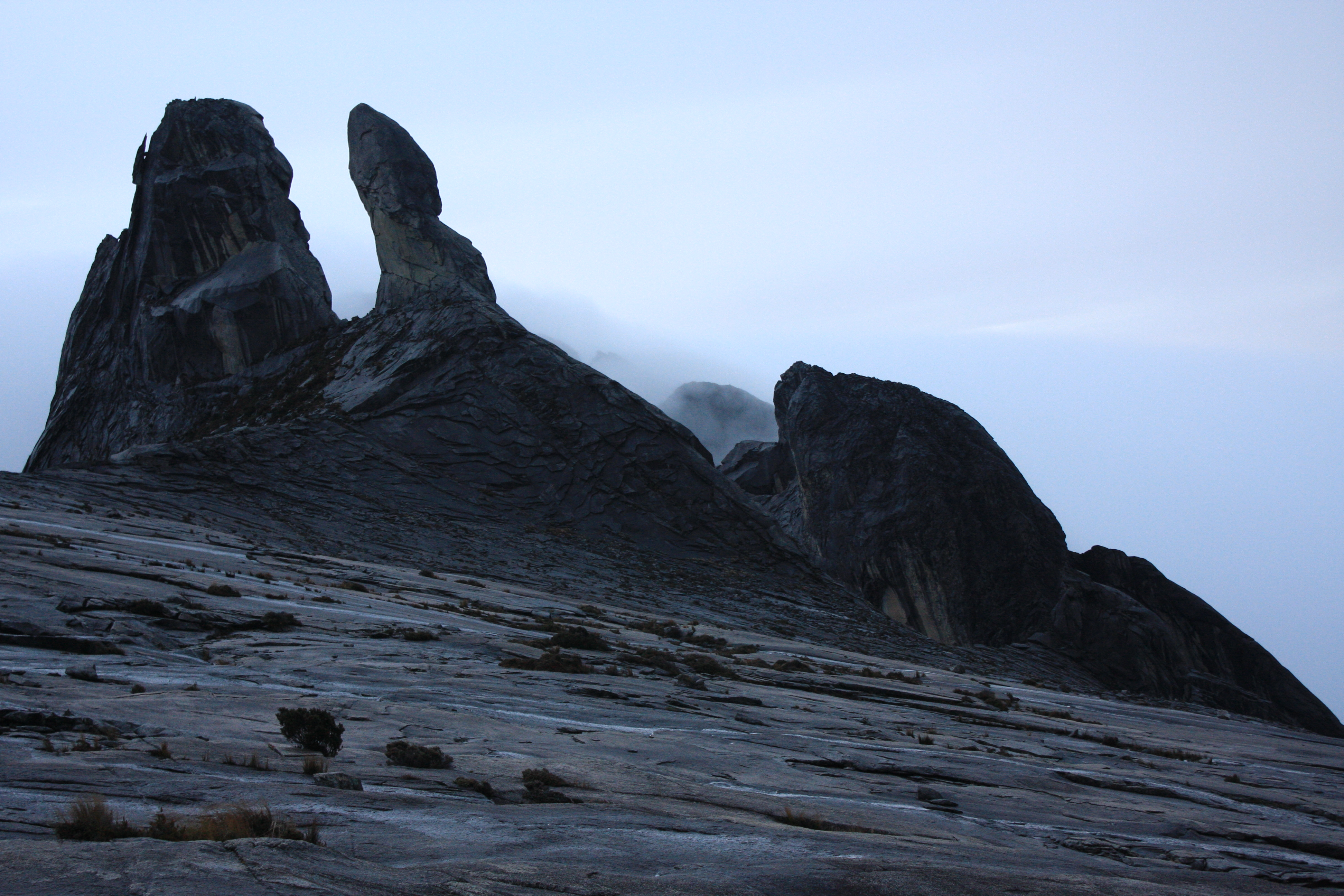
2015年沙巴地震后的京那巴鲁山

- 2011年日本東北地方太平洋沿岸地震、福島第一核電站事故
- 2011年凡城地震
- 2012年彝良地震
- 2013年芦山地震
- 2014年鲁甸地震
- 2015年尼泊爾地震
- 2015年沙巴地震
- 2016年義大利中部地震
- 2016年高雄美濃地震
- 2017年九寨沟地震
- 2017年普埃布拉州地震
- 2018年花蓮地震
- 2018年大阪地震
- 2018年蘇拉威西島地震
- 2019年长宁地震

#### 水灾

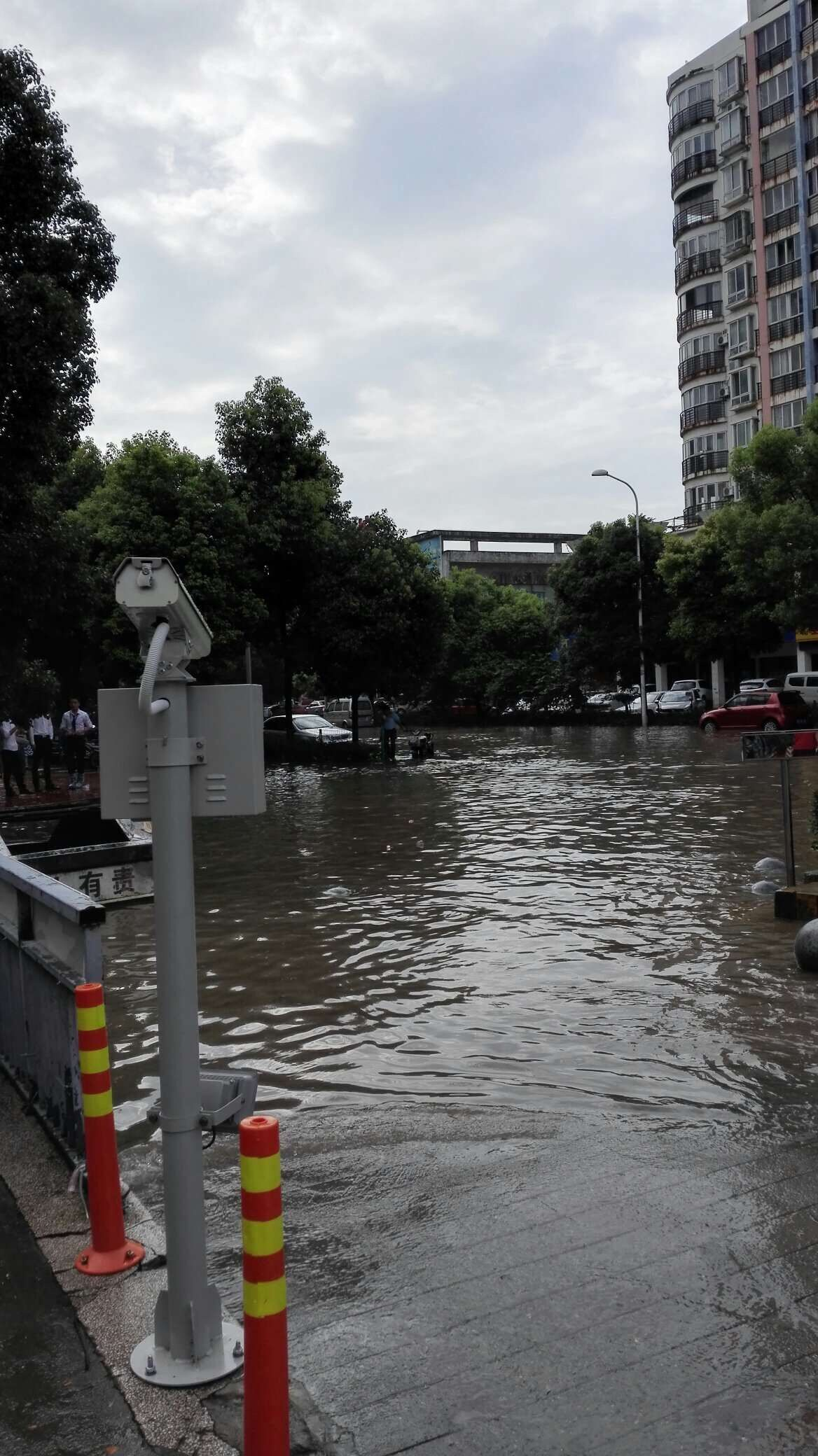
2016年中国南方水灾湖北武汉市情况

- 2010年中國水災
- 2010年巴基斯坦洪災
- 2010–2011年昆士蘭洪水
- 2011年1月里約熱內盧州洪水和泥石流
- 2011年泰國水災
- 2012年北京特大暴雨
- 2013年中国西南特大暴雨
- 2014年歐洲東南部洪災
- 2015年中国洪灾
- 2016年中国南方水灾
- 2016年邢台洪灾
- 2017年南亞水災
- 2018年中国西部特大暴雨
- 2018年7月西日本豪雨
- 2018年新疆射月沟水库溃坝事件
- 2018年寿光洪灾
- 2018年8月下旬臺灣暴雨

#### 風暴
- 2010年颱風凡那比
- 2011年颱風天鷹
- 2012年颱風寶發
- 2013年颱風海燕
- 2014年颱風雷馬遜
- 2015年颱風蘇迪勒
- 2015年颱風巨爵
- 2016年颱風莫蘭蒂

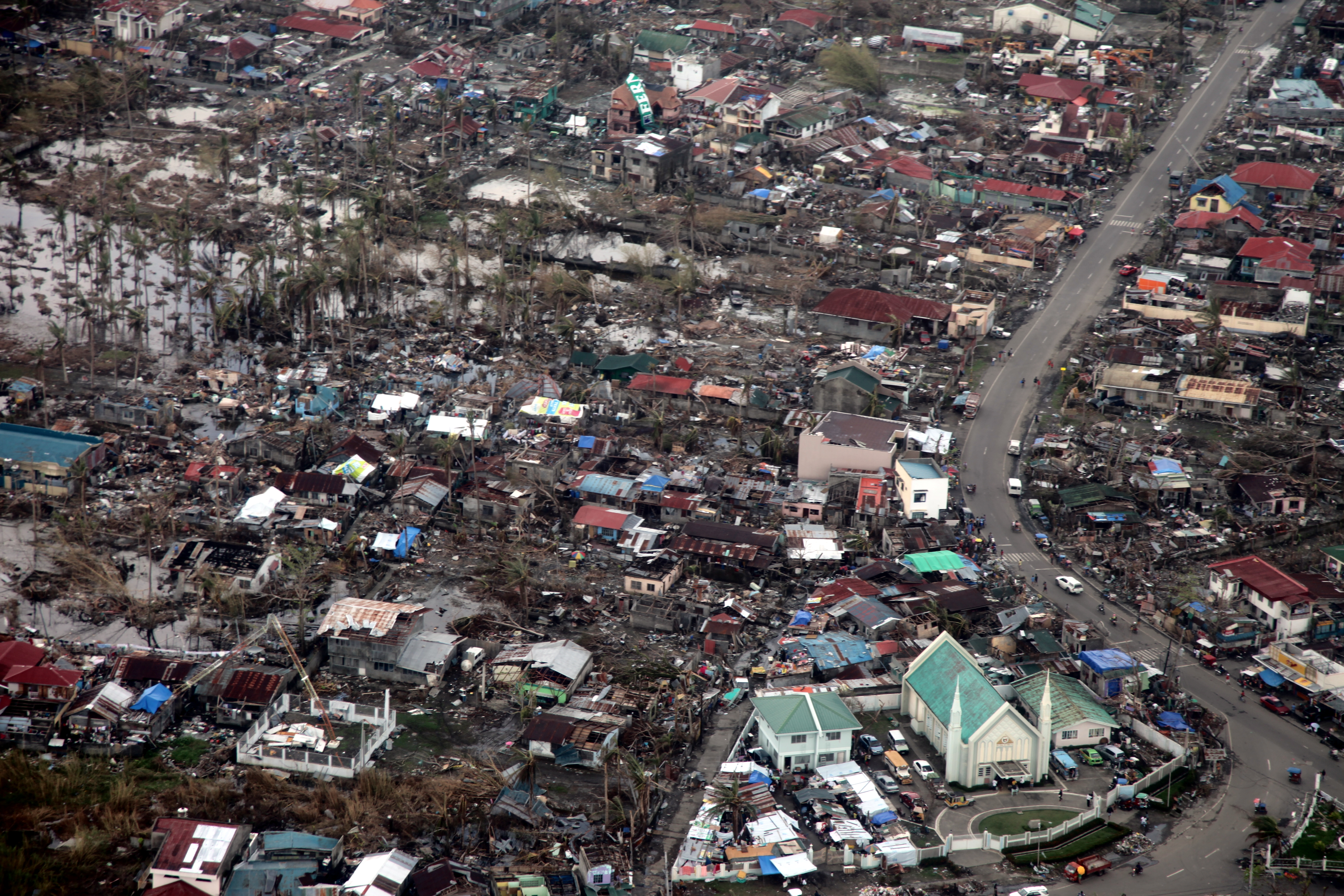
在海燕颱風中遭受重創的菲律賓獨魯萬市

- 2017年颱風天鴿、颱風天鴿對澳門之影響、颱風天鴿對香港之影響
- 2017年颱風啟德
- 2018年颱風山竹、颱風山竹對港澳地區之影響
- 2011年颶風艾琳
- 2012年颶風桑迪
- 2013年颶風曼努埃爾
- 2016年颶風馬修
- 2017年颶風哈維
- 2017年颶風瑪麗亞

#### 龍捲風
- 2011年4月25日－4月28日，美國四天内出現強烈程度的龍捲風爆發（英语：2011 Super Outbreak），經確認的龍捲風達330個，並造成344人死亡。
- 2013年穆爾龍捲風

#### 火山
- 2010年冰島火山爆發
- 2018年基拉韋亞火山爆發
- 2019年紐西蘭懷特島火山爆發

#### 寒流
- 2016年北半球寒流

#### 熱浪
- 2015年印度熱浪
- 2015年巴基斯坦熱浪

#### 山火
- 2016年麥克默里堡森林大火
- 2017年10月加州北部山火
- 2018年希臘大火
- 2019年亞馬遜雨林野火
- 2019年－2020年澳洲叢林大火

### 恐怖主義
- - 马来西亚教堂袭击事件（2010年）

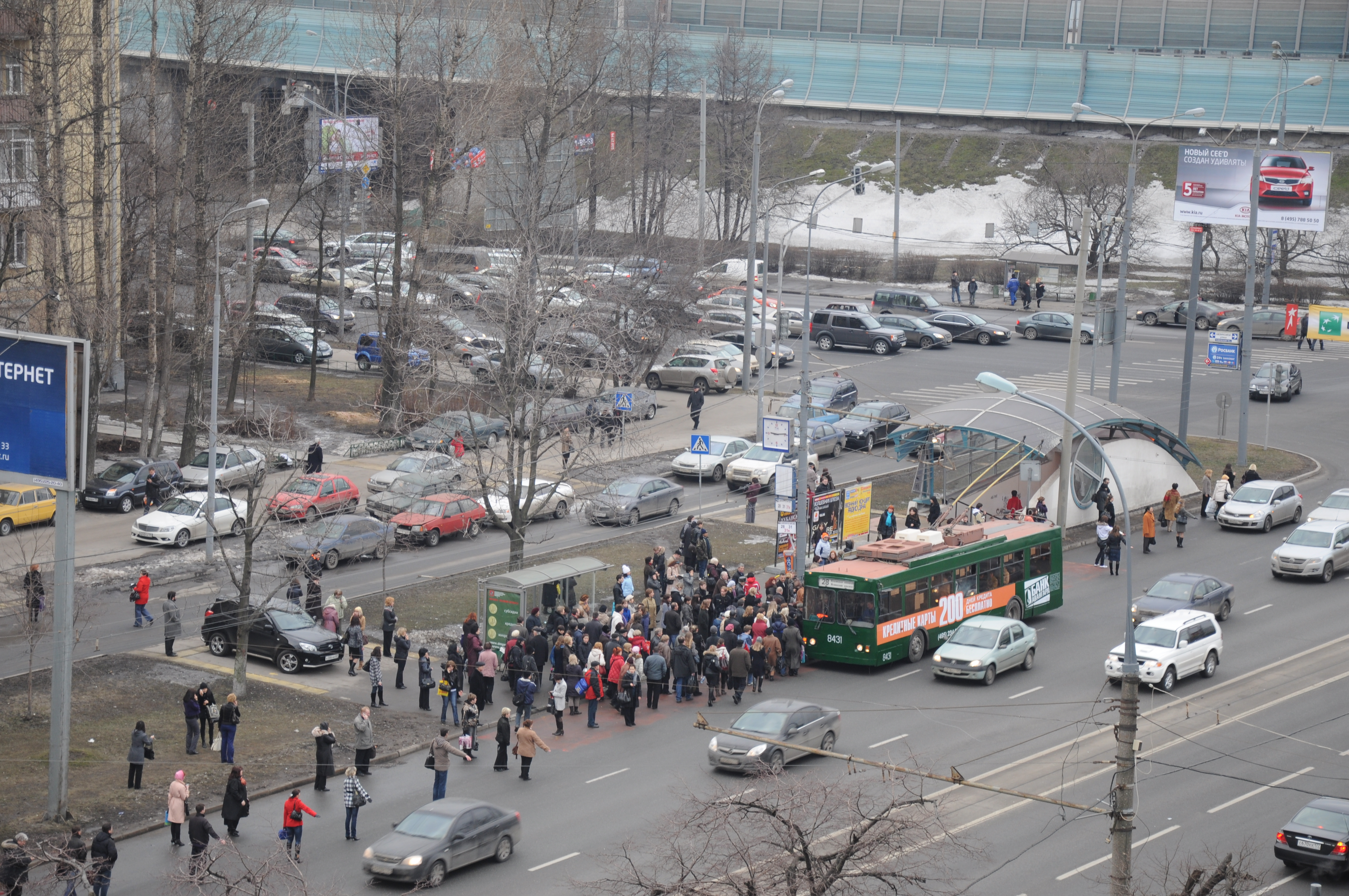
2010年莫斯科地鐵連環爆炸事件

  - 俄羅斯莫斯科地鐵連環爆炸事件（2010年）
  - 俄羅斯多莫傑多沃國際機場炸彈襲擊事件（2011年）
  - 挪威挪威爆炸和槍擊事件（2011年）
  - 美國波士頓馬拉松爆炸案（2013年）
  - 中华人民共和国昆明火车站暴力恐怖袭击事件（2014年）
  - 中华人民共和国乌鲁木齐公园北街早市暴力恐怖袭击（2014年）
  - 法国查理周刊总部枪击案（2015年）
  - 法國巴黎恐怖袭擊(2015)
  - 比利時布魯塞爾連環爆炸案（2016）
  - 印尼雅加達襲擊事件（2016年）
  - 美國奧蘭多夜店槍擊案（2016年）
  - 土耳其伊斯坦布爾機場恐怖襲擊（2016年）
  - 孟加拉孟加拉達卡襲擊事件（2016年）
  - 土耳其加濟安泰普爆炸案（2016年）
  - 法國尼斯襲擊事件（2016年）
  - 德國柏林聖誕市場卡車衝撞事件(2016)
  - 俄羅斯聖彼得堡地鐵爆炸案（2017年）
  - 英國曼徹斯特體育場爆炸案(2017)
  - 西班牙巴塞罗那恐怖襲擊（2017)
  - 索馬里摩加迪沙恐怖襲擊（2017年）

### 槍擊事件
- - 菲律賓馬尼拉人質事件（2010年）
  - 美國桑迪·胡克小學槍擊案（2012年）
  - 美國奧羅拉槍擊事件（2012年）
  - 美國拉斯維加斯襲擊（2017年）
  - 美國佛羅里達校園槍擊案（2018年）

### 交通事故
- 波兰空军图-154坠机事件 (2010年)
- 藍色航空202號班機空難（2010年）
- 印度航空快運812號班機空難（2010年）
- 泛非航空771號班機空難（2010年）

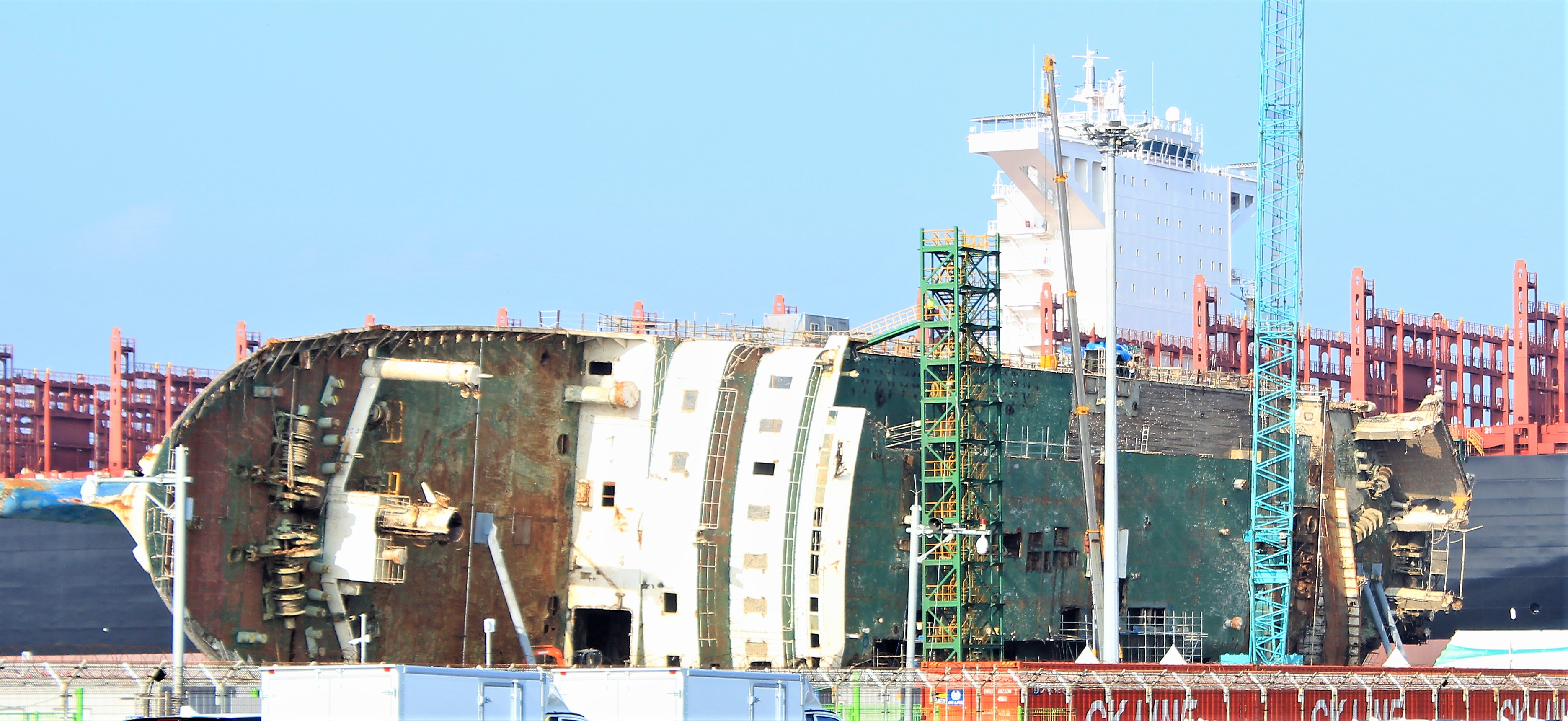
打撈上岸後的世越號殘骸

- 埃塞俄比亞航空409號班機空難（2010年）
- 中國甬台温鐵路列車追尾事故（2011年）
- 歌詩達協和號觸礁事故（2012年）
- 香港南丫島撞船事故（2012年）
- 丹納航空992號班機空難（2012年）
- 韓亞航空214號班機空難（2013年）
- 馬來西亞航空370號班機空難（2014年）
- 马来西亚航空17号班机空难（2014年）
- 阿爾及利亞航空5017號班機空難（2014年）
- 韓國世越號沉沒事故（2014年）
- 东方之星号客轮翻沉事件（2015年）
- 桃園火燒車事件（2016年）
- 大埔公路雙層巴士翻側事故（2018年）
- 朝鮮旅遊巴墜橋事故（2018年）
- 宜蘭普悠瑪列車出軌事故（2018年）
- 重慶萬州公車墜江事故（2018年）
- 港鐵中環站列車相撞事故（2019年）

### 瘟疫
- 2012年中東呼吸綜合症爆發
- 2014年西非伊波拉病毒疫情
- 2015年韓國中東呼吸綜合症爆發
- 中国大陆非洲猪瘟疫情
- 2019冠状病毒病疫情

### 網路安全及駭客
- 震網（2010年）
- 巴拿馬文件（2016年）
- Dyn網路攻擊（2016年）
- WannaCry（2017年）
- 天堂文件（2017年）

### 其他

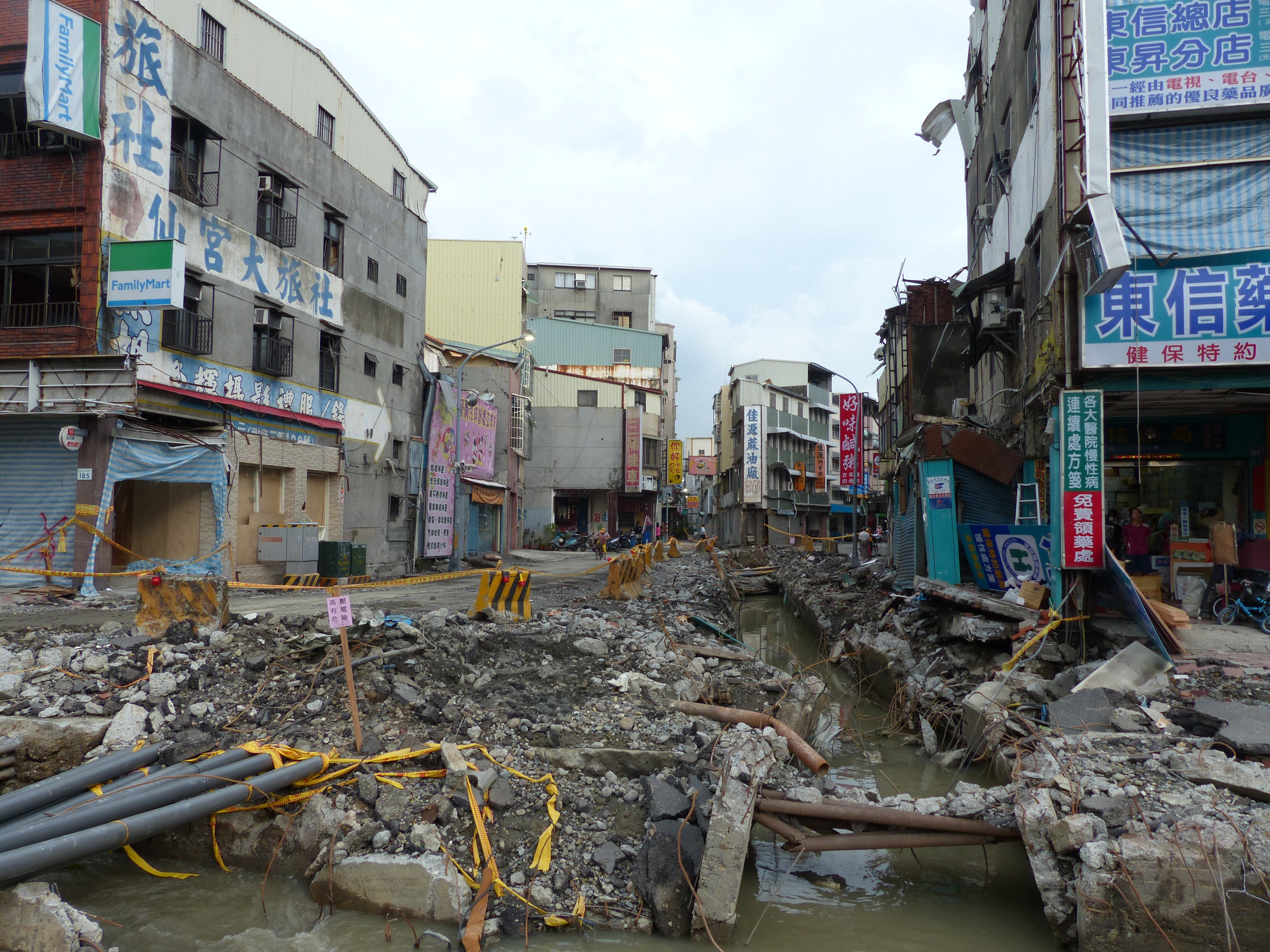
氣爆過後的高雄市三多一路與武慶三路口

- 2010年王家岭矿难
- 2010年科皮亞波礦難
- 2011年台灣塑化劑事件
- 2012年巴基斯坦服裝廠大火
- 2012年达卡大火
- 2013年孟加拉國薩瓦區大樓倒塌事故
- 2014年高雄氣爆事故
- 八仙樂園彩色派對火災
- 2015年天津港危化品仓库爆炸事故

## 社會

### 人口老化

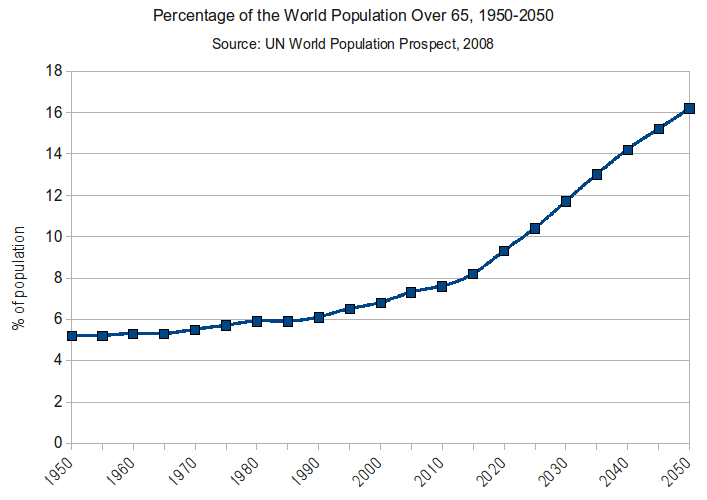
世界65歲以上人口的百分比

2010年代是大多數發達國家戰後嬰兒潮退休的十年，戰後嬰兒潮對於養老金和其他安全網政策上施加壓力；許多國家報告指出2010年人口普查的生育率下降。
社會老化的結果在歐洲和日本中感受最為嚴重，這是第一個出現大量人口下降的情況。日本超過20％的人口超過65歲，成為最老的國家。因此，日本研究了包括機器人在內的老年人護理的替代解決方案。在美國，修訂醫療保險和社會保障的提案激增，包括提高退休年齡或調整福利金額。相反的，反對者希望提高福利水平。
儘管在反對派中廣泛示威，法國在2010年辯論並提高退休年齡從60歲調整至62歲。
幾年後，門檻降低到60歲。

### 環境保護
在這十年中，氣候變遷成為一個日益受關注的話題，2015年全球一半以上的人口將其視為“非常嚴重的問題”，並對溫室氣體給予限制排放，解決這個問題，受到廣泛支持。
可再生能源由於成本降低和效率提高而受歡迎程度激增，比傳統化石燃料獲得更多投資。2015年，夏威夷成為美國第一個通過頒布眾議院法案623 CD1正式承諾制定100％乾淨能源網計劃（100% clean energy grid）的州。
2018年，加州州政府委員會批准了一項計劃，要求所有住宅和公寓大樓在2020年開始實施太陽能電池板，這是美國第一部此類法律。在中國，隨著污染達到臨界點，政府開始投資替代能源和綠色政策，以改善空氣品質。

### 大事件

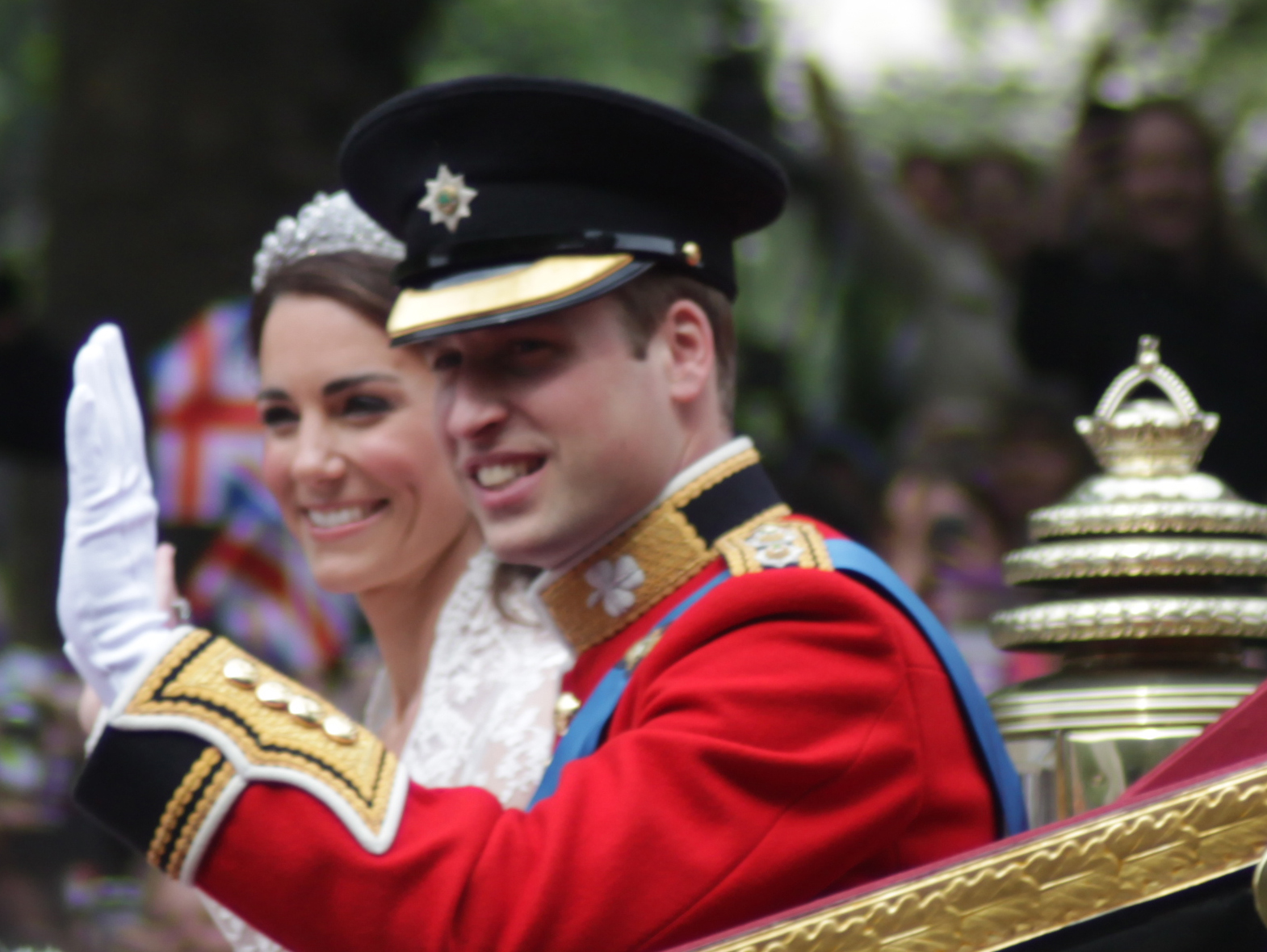
威廉王子與凱特·米德爾頓的婚禮

- 2011年4月29日，劍橋公爵威廉王子與凱特·米德爾頓的婚禮。
- 2013年3月14日，方濟各獲選為教宗，成為首位出身於美洲（西半球）、南半球與耶穌會的教宗，也是繼額我略三世後一千二百年來，首位非歐洲出身的教宗。
- 2014年4月27日，教宗若望二十三世與教宗若望保祿二世封聖。
- 2014年7月27日，大約有基督堂教會200萬成員參加了在菲律賓競技場舉行的百年慶典的禮拜儀式。[214]
- 2015年12月12日，195個UNFCCC成員國簽訂巴黎協議，採用了這項歷史性協議，旨在將控制全球暖化與比工業化前水平相比低於2°C並減少溫室氣體排放。
- 2016年2月29日，菲律賓第六任總統已故總統埃爾皮迪奧·基里諾的遺體從馬卡蒂的馬尼拉南部公墓轉移到達義的菲律賓英雄公墓紀念他逝世60週年。[215]
- 2018年5月19日，哈里王子与梅根·马克尔的婚礼。

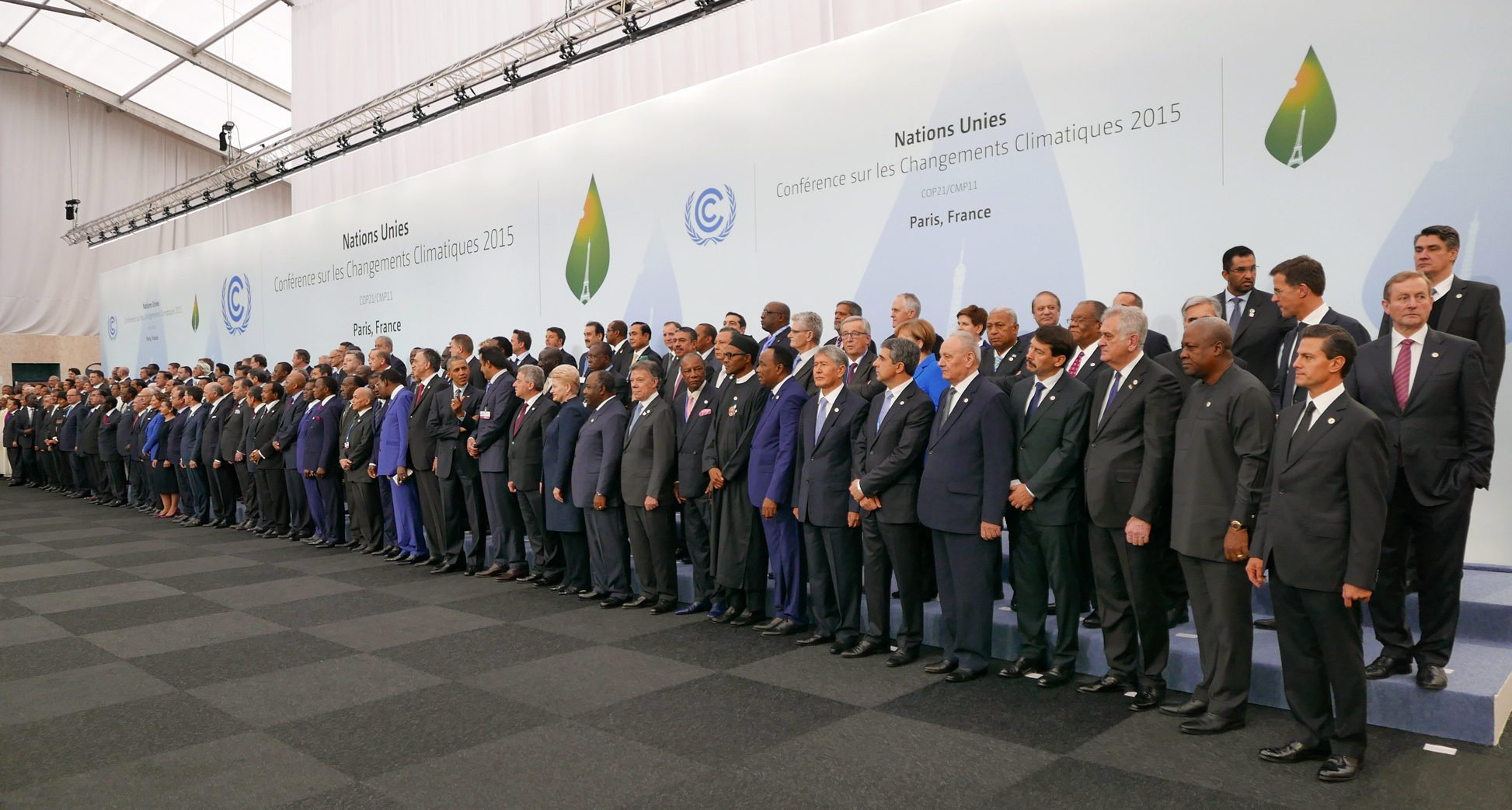
通過巴黎協議

### LGBT權益

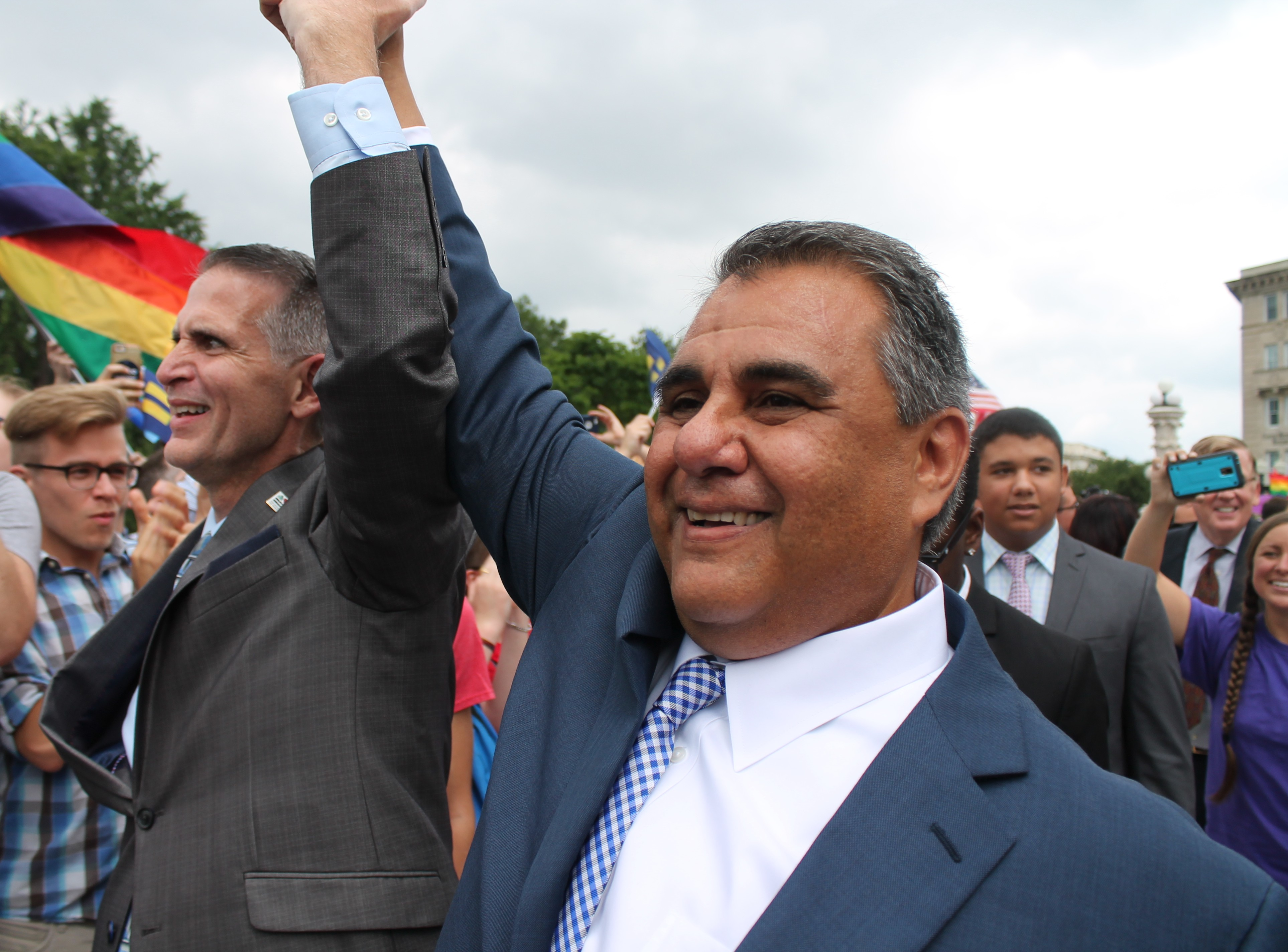
2015年6月26日，美國同性婚姻合法化中，原告在美國最高法院外慶祝。

在2010年代期間，人們對於LGBT的接受程度在世界許多地方慢慢趨增。
同性伴侶婚姻在許多國家都是一場持續的辯論，而共有18國同性婚姻立法，使同性婚姻合法化。
2011年6月，聯合國人權理事會通過了聯合國有史以來的第一項動議，制定譴責歧視同性戀者和雙性戀者相關的報告。
在2012年ABC新聞的採訪中，巴拉克·歐巴馬表達了他對同性婚姻的支持，成為第一位這樣做的美國總統。
儘管許多國家允許同性戀和雙性戀者在其軍隊中服役，美國於2011年9月廢除了不問，不說政策，對於美國來說，這是一個重要的里程碑。
2015年，愛爾蘭的同性婚姻通過2015年憲法第三十四條修正案（婚姻平等法案），成為第一個使用公民投票通過同性婚姻合法化的國家。
2009年，冰島的約翰娜·西於爾扎多蒂成為首次已出櫃同性戀國家元首，接續2010年代，像是比利時、盧森堡、愛爾蘭及塞爾維亞也選出已出櫃的同性戀國家元首。2017年，李歐·瓦拉德卡成為首位公開出櫃的愛爾蘭總理。
2015年4月，前奧運運動員凱特琳·詹納作為跨性別女人出現，後來被稱為世界上最著名的公開變性人。
在2010年代，美國女童子軍和美國聖公會等組織宣布接受跨性別者。
然而，在俄羅斯和中國LGBT權利支持者面臨障礙，伴隨著實施遏制同性戀方面的法律， 相同地情況也出現在美國，川普政府決定恢復禁止跨性別者在美國軍方任職，撤銷對跨性別學生的保護。

### 年輕世代
互聯網使用已經廣泛存在於年輕人的整個生活中。2010年代的年輕人被稱為“有史以來表現最好的一代”（ best-behaved generation on record）。 2014年5月，美國疾病控制中心報告指出少女懷孕及其藥物和酒精的使用達到了創紀錄的低點。
2013年的一項調查顯示，青少年吸煙率下降至15.7％，青少年危險性行為的比例下降至34％，青少年參與體育鍛鍊的比例下降至25％，遠低於22年前的同齡人。青少年使用電子煙和沾菸的用量上升。
社交媒體和互聯網使用的心理影響，對年輕人，特別是兒童的思想，在這十年間成為一個日益受到關注的問題。

## 大眾文化

### 建築

哈里發塔是為當前世界第一高樓與人工構造物。

- 在近十年期間，後現代主義建築和綠建築是越來越普遍能夠常看見的建築。是盡可能利用自然採光、綠色／白色屋頂、更好的絕緣材料以及其他節約成本的手段[239]。 建築師比亞克·英厄爾斯提出了一種“可持續性的享樂主義”，在俏皮的藝術和可持續發展之間做出平衡，以打造他最知名的上海世博的丹麥展館[240]。
- 杜拜和中國在這十年期間，建造了許多具有地標性的高樓大廈，包括目前世界最高的哈里發塔和上海中心大厦。
- 隨著中國的不斷發展，中國的三峽大壩於2011年開始全面運作，將為十億人口的大國提供能源，同時也是世界上最大的重力壩之一[241]。
- 新城市主義和城市復興影響了已開發國家的城市規劃[242]。
- 聖哥達基線隧道，於2016年完成，成為世界最長的鐵路隧道。
- 世界貿易中心一號大樓於2014年5月10日完成，11月3日對外開放，成為全美最高的建築物。

### 藝術
- 2015年出現了過度主義（英语：Excessivism）。
- 自前自2010年開始的趨勢是：波普藝術、另類現代（英语：altermodern）、玩世現實主義（英语：cynical realism）、媚俗運動、後現代主義、元現代主義、偽現實主義（英语：pseudorealism）、再現代主義（英语：remodernism）、可再生能源雕塑（英语：renewable energy sculpture）、街頭藝術、反觀念主義、超扁平（英语：Superstroke）、都市藝術（英语：urban art）、遊戲美術和虛擬藝術（英语：virtual art）。

### 體育
- 尤塞恩·柏特是2010年代最優秀的田徑運動員之一，連續三屆夏季奧運贏得100公尺與200公尺金牌。
- 與包辦2010年代10座國際足總金球獎與國際足總最佳男子球員的其中9座，為本年代最具影響力的足球運動員。
- 皇家馬德里足球俱樂部贏得4次歐洲冠軍聯賽冠軍，為本年代奪冠次數最多的球隊。
- 戴資穎於世界羽聯女子單打世界排名第一週數達147週，為本年代最優秀的女子羽球運動員之一。
- 世界棒壘球聯盟創辦世界棒球12強賽，2015年與2019年賽事分別由韓國與日本獲得冠軍。
- 2010年，首屆夏季青年奧林匹克運動會於新加坡舉辦。
- 2010年，西班牙國家足球隊於2010年國際足總世界盃獲得隊史第1座冠軍。
- 2012年，西班牙國家足球隊在歐洲國家盃贏得冠軍，成為了第一個三連冠的國家足球隊。
- 2012年夏季奧林匹克運動會於英國倫敦舉辦，倫敦成為第一個主辦三屆夏季奧林匹克運動會的城市，本屆奧運取消棒球與壘球項目，拳擊則首次納入女子項目。
- 2013年4月29日，傑森·科林斯宣佈出櫃，成為北美職業體育聯賽第一位出櫃的同性戀現役運動員。
- 2013年，勒布朗·詹姆斯再度率領邁阿密熱火隊獲得NBA總冠軍完成二連霸，連續2年他包辦了季賽和總決賽的MVP，這也是自比爾·拉塞爾和邁克爾·喬丹之後，NBA史上的第三人。
- 2014年，德國國家足球隊在2014年國際足總世界盃奪得隊史第4座冠軍，亦為首支於南美洲主辦的世界盃奪冠的歐洲球隊。
- 2016年夏季奧林匹克運動會於巴西里約熱內盧舉辦，成為首次於南美洲舉辦的奧運會，本屆奧運增設七人制橄欖球與高爾夫球為正式比賽項目。
- 2019年，美國職棒大聯盟證實休士頓太空人於2017至2018年球季非法使用科技偷取其他球隊暗號，

### 競賽

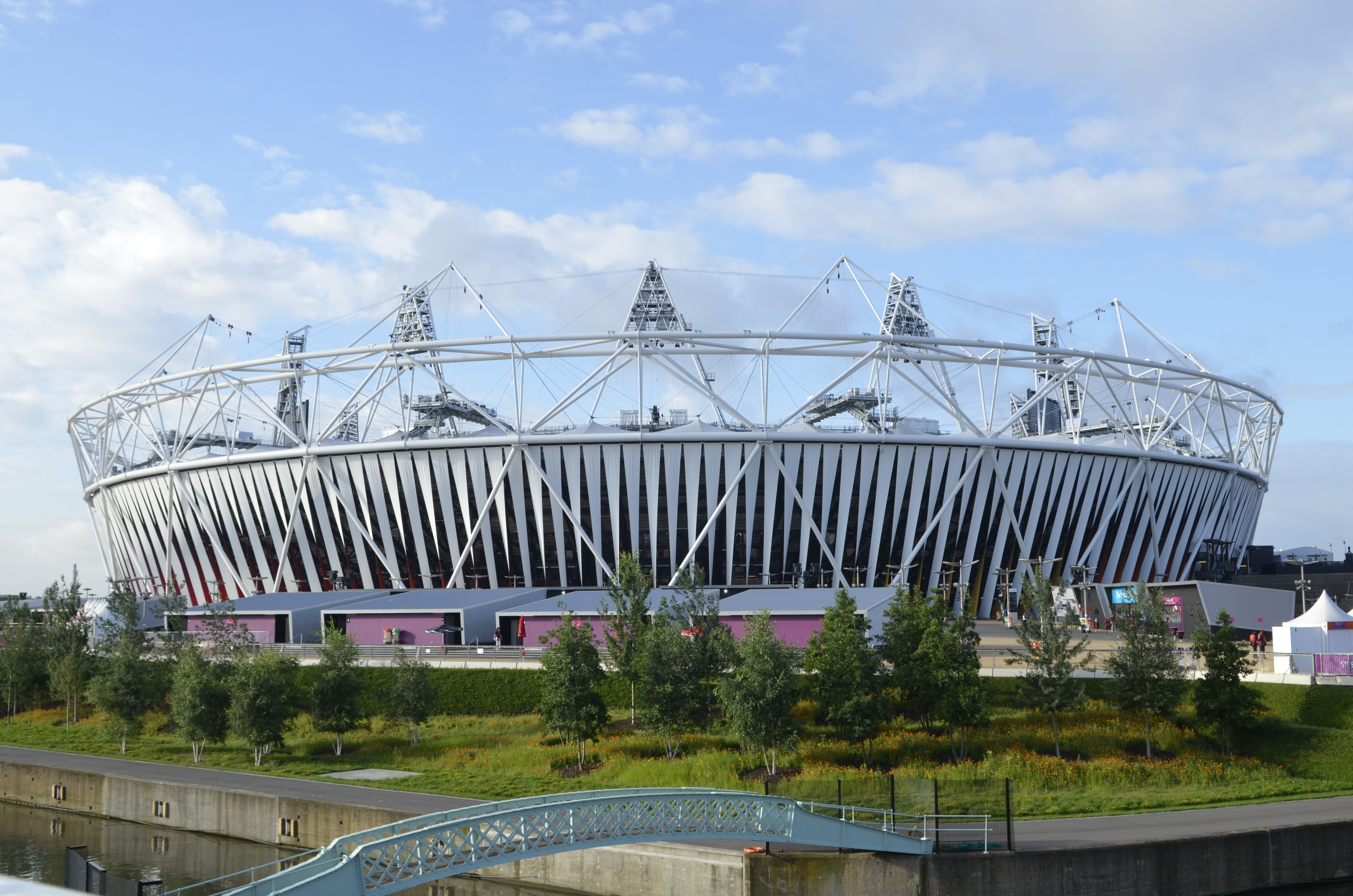
倫敦奧運

| 2010年代競賽           | 2010年代競賽                                     | 2010年代競賽 |
| 賽事                   | 舉辦地點                                         | 備註         |
| ---------------------- | ------------------------------------------------ | ------------ |
| 夏季奥林匹克運動會     | 2012年倫敦                                       |              |
| 夏季奥林匹克運動會     | 2016年里約熱內盧                                   |              |
| 冬季奥林匹克運動會     | 2010年溫哥華                                     |              |
| 冬季奥林匹克運動會     | 2014年索契                                       |              |
| 冬季奥林匹克運動會     | 2018年平昌                                       |              |
| 夏季青年奥林匹克運動會 | 2010年新加坡                                     |              |
| 夏季青年奥林匹克運動會 | 2014年中國南京                                   |              |
| 夏季青年奥林匹克運動會 | 2018年阿根廷布宜諾斯艾利斯                       |              |
| 冬季青年奥林匹克運動會 | 2012年奧地利因斯布魯克                           |              |
| 冬季青年奥林匹克運動會 | 2016年挪威利勒哈默爾                             |              |
| 夏季世界大學運動會     | 2011年中國深圳                                   |              |
| 夏季世界大學運動會     | 2013年俄羅斯喀山                                 |              |
| 夏季世界大學運動會     | 2015年韓國光州                                   |              |
| 夏季世界大學運動會     | 2017年台灣台北                                   |              |
| 夏季世界大學運動會     | 2019年義大利拿坡里                               |              |
| 冬季世界大學運動會     | 2011年土耳其埃爾祖魯姆                           |              |
| 冬季世界大學運動會     | 2013年義大利特倫托                               |              |
| 冬季世界大學運動會     | 2015年斯洛伐克斯特爾布斯凱普萊索、西班牙格拉納達 |              |
| 冬季世界大學運動會     | 2017年哈薩克阿拉木圖                             |              |
| 冬季世界大學運動會     | 2019年俄羅斯克拉斯諾亞爾斯克                     |              |
| 世界杯足球賽           | 2010年南非                                       |              |
| 世界杯足球賽           | 2014年巴西                                       |              |
| 世界杯足球賽           | 2018年俄羅斯                                     |              |
| 女子世界盃足球賽       | 2011年德國                                       |              |
| 女子世界盃足球賽       | 2015年加拿大                                     |              |
| 女子世界盃足球賽       | 2019年法國                                       |              |
| 洲際國家盃             | 2013年巴西                                       |              |
| 洲際國家盃             | 2017年俄羅斯                                     |              |
| 美洲國家盃             | 2011年阿根廷                                     |              |
| 美洲國家盃             | 2015年智利                                       |              |
| 美洲國家盃             | 2016年美國                                       |              |
| 美洲國家盃             | 2019年巴西                                       |              |
| 世界杯橄欖球賽         | 2011年紐西蘭                                     |              |
| 世界杯橄欖球賽         | 2015年英格蘭、威爾士                             |              |
| 世界杯橄欖球賽         | 2019年日本                                       |              |
| 亞洲運動會             | 2010年中國廣州                                   |              |
| 亞洲運動會             | 2014年韓國仁川                                   |              |
| 亞洲運動會             | 2018年雅加達－巨港                               |              |
| 東南亞運動會           | 2011年印尼                                       |              |
| 東南亞運動會           | 2013年緬甸                                       |              |
| 東南亞運動會           | 2015年新加坡                                     |              |
| 東南亞運動會           | 2017年馬來西亞                                   |              |
| 東南亞運動會           | 2019年菲律賓                                     |              |
| 大英國協運動會         | 2010年印度德里                                   |              |
| 大英國協運動會         | 2014年蘇格蘭格拉斯哥                             |              |
| 大英國協運動會         | 2018年澳大利亞黃金海岸                           |              |
| 泛美運動會             | 2011年墨西哥瓜達拉哈拉市                         |              |
| 泛美運動會             | 2015年加拿大多倫多                               |              |
| 泛美運動會             | 2019年秘魯利馬                                   |              |
| 非洲運動會             | 2011年莫三比克馬普托                             |              |
| 非洲運動會             | 2015年剛果布拉柴維爾                             |              |
| 非洲運動會             | 2019年尚比亞盧薩卡                               |              |

## 出生
- 2013年7月22日－喬治·亞歷山大·路易斯（Prince George of Cambridge）
- 2015年5月2日－夏洛特·伊莉莎白·戴安娜（Princess Charlotte of Cambridge）

## 逝世
- 2010年－萊赫·卡欽斯基 (Lech Aleksander Kaczyński)
- 2010年－亞歷山大·麥昆（Alaxander McQueen），英國時裝設計師。
- 2010年－丹尼斯·霍珀 (Dennis Hopper).
- 2010年－内斯托尔·基什内尔 (Néstor Carlos Kirchner).
- 2010年－萊斯里·尼爾森 (Leslie William Nielsen).
- 2011年－史蒂夫·賈伯斯（Steve Jobs），美國知名企業家。
- 2015年－刘华清，曾任中共中央政治局常委、中央军委副主席
- 2011年－伊莉莎白·泰勒（Elizabeth Taylor），美國演員。
- 2011年－奧薩瑪·賓·拉登（阿拉伯語：أسامة بن محمد بن عود بن لادن），基地組織的前首領。
- 2011年－艾米·怀恩豪斯 (Amy Winehouse).
- 2011年－穆阿迈尔·卡扎菲（阿拉伯语：مُعَمَّر القَذَّافِي ），利比亞的前獨裁最高領袖。
- 2011年－金正日，朝鮮最高領導人。
- 2011年－瓦茨拉夫·哈维尔 (Václav Havel).
- 2012年－尼爾·阿姆斯壯（Neil Armstrong），美國著名太空人。
- 2012年－惠妮·休斯頓（Whitney Elizabeth Houston），美國歌手，因藥物過量逝世。
- 2012年－文鮮明（문선명），韓國新興宗教統一教創始人暨教主。
- 2012年－卡洛斯·富恩特斯（Carlos Fuentes Macías），墨西哥作家。
- 2012年－欣諾達三世（阿拉伯語：بابا الإسكندرية شنودة الثالث），第117任亞歷山大科普特正教會亞歷山大教宗。
- 2012年－邁克·華萊士（Mike Wallace），美國媒體人。
- 2013年－陈平，马来亚共产党末任总书记。
- 2013年－烏戈·查維茲 （Hugo Rafael Chávez Frías），前委內瑞拉總統。
- 2013年－玛格丽特·撒切尔 （Margaret Hilda Thatcher）
- 2013年－纳尔逊·曼德拉 (Nelson Rolihlahla Mandela)，著名南非民權領袖。
- 2013年－唐納德·格拉澤（Donald Arthur Glaser），美國物理學家。
- 2014年－尤西比奧 (Eusébio da Silva Ferreira).
- 2014年－阿里埃勒·沙龙 (Ariel Sharon)
- 2014年－秀兰·邓波儿 (Shirley Jane Temple).
- 2014年－米基·鲁尼 (Mickey Rooney).
- 2014年－加夫列尔·加西亚·马尔克斯 (Gabriel García Márquez)
- 2014年－沃依切赫·雅鲁泽尔斯基 (Wojciech Jaruzelski).
- 2014年－爱德华·谢瓦尔德纳泽 (ედუარდ შევარდნაძე, Эдуард Шеварднадзе, Eduard Shevardnadze).
- 2014年－阿爾弗雷多·迪斯蒂法諾 (Alfredo Di Stéfano).
- 2014年－羅賓·威廉斯 (Robin McLaurin Williams).
- 2014年－羅蘭·比歌 (Lauren Bacall).
- 2014年－乔·科克尔 (John Robert "Joe" Cocker).
- 2015年－阿卜杜拉·本·阿卜杜勒-阿齐兹·阿勒沙特 (عبدالله بن عبدالعزيز آل سعود, Abdullah of Saudi Arabia).
- 2015年－张万年，曾任中共中央政治局委员、中央军委副主席
- 2015年－马尔科姆·弗雷泽 (Malcolm Fraser).
- 2015年－李光耀，1959年至1990年任新加坡總理。
- 2015年－B·B·金 (B. B. King).
- 2015年－徐才厚，曾任中共中央政治局委员、中央军委副主席
- 2015年－乔石，1987年至1997年任中共中央政治局常委、1987年至1992年任中纪委书记、1993年至1998年任第八届全国人大常委会委员长
- 2015年－万里，1982年至1992年任中共中央政治局委员、1980年至1988年任国务院副总理、1988年至1993年任第七届全国人大常委会委员长
- 2015年－尉健行，1997年至2002年任中共中央政治局常委、1992年至2002年任中纪委书记
- 2015年－张震，曾任中共中央政治局委员、中央军委副主席
- 2015年－克里斯多福·李 (Christopher Lee).
- 2015年－苏莱曼·德米雷尔 (Süleyman Demirel).
- 2015年－赫尔穆特·施密特 (Helmut Schmidt).
- 2016年－大卫·鲍伊 (David Bowie).
- 2016年－艾倫·瑞克曼 (Alan Rickman).
- 2016年－布特羅斯·布特羅斯-加利 (Buṭrus Buṭrus-Gālī).
- 2016年－南希·里根 (Nancy Davis Reagan).
- 2016年－约翰·克鲁伊夫 (Hendrik Johannes "Johan" Cruijff).
- 2016年－王子 (音樂家) (Prince).
- 2016年－穆罕默德·阿里 (Muhammad Ali-Haj).
- 2016年－安東·葉爾欽 (Anton Viktorovich Yelchin).
- 2016年－埃利·维瑟尔 (Eliezer "Elie" Wiesel).
- 2016年－吉恩·怀尔德 (Gene Wilder).
- 2016年－伊斯蘭·卡里莫夫 (Islom Abdugʻaniyevich Karimov).
- 2016年－卡洛·阿泽利奥·钱皮 (Carlo Azeglio Ciampi).
- 2016年－希蒙·佩雷斯 (שמעון פרס, Shimon Peres)
- 2016年－菲德爾·卡斯特羅 (Fidel Alejandro Castro Ruz)
- 2017年－马里奥·苏亚雷斯 (Mário Alberto Nobre Lopes Soares)
- 2017年－阿克巴尔·哈什米·拉夫桑贾尼 (اکبر هاشمی بهرمانی (رفسنجانی,Akbar Hashemi Rafsanjani)
- 2017年－查克·贝里 (Chuck Berry)
- 2017年－大卫·洛克菲勒 (David Rockefeller)
- 2017年－曼纽尔·诺列加 (Manuel Antonio Noriega)
- 2017年－赫尔穆特·科尔 (Helmut Kohl)
- 2017年－查斯特·班寧頓 (Chester Bennington)
- 2017年－休·海夫納 (Hugh Hefner)
- 2017年－贾拉勒·塔拉巴尼 (جه لال تاله بان)
- 2017年－查尔斯·曼森 (Charles Manson)
- 2018年－乔治·赫伯特·沃克·布什 (George Herbert Walker Bush)
- 2019年－李鹏，1987年至2002年任中共中央政治局常委、1988年至1998年任国务院总理、1998年至2003年任第九届全国人大常委会委员长

## 其他
- 2010年代臺灣
- 2010年代香港